# Prigione di Alcatraz
La prigione di Alcatraz (spesso indicato unicamente come Alcatraz o The Rock, "La Roccia", a indicare che la maggior parte di esso sorge su uno sperone roccioso) era un carcere federale statunitense di massima sicurezza ubicato sull'isola di Alcatraz, a circa 2 km al largo della costa di San Francisco, in California, negli Stati Uniti, che fu operativo dall'11 agosto 1934 al 21 marzo 1963.
Alcatraz era stata sede di un forte militare dagli anni '50 dell'Ottocento; la struttura principale della prigione venne costruita tra il 1910 e il 1912 come prigione militare dell'esercito statunitense. Il dipartimento statunitense della giustizia acquisì le strutture esistenti sull'isola di Alcatraz il 12 ottobre 1933 e nell'agosto dell'anno successivo vi aprì una prigione federale dopo opportuni ammodernamenti al complesso. L'isolamento del luogo, la presenza di correnti gelide nelle acque della Baia di San Francisco e la presenza di strutture di massima sicurezza, resero l'isola un carcere a prova di fuga nonché la prigione più solida di tutta l'America.
Alcatraz venne utilizzata per incarcerare quei detenuti che erano considerati problematici in altre prigioni. Divenuta una delle prigioni più tristemente famose degli Stati Uniti, negli anni ospitò 1.576 detenuti, inclusi alcuni tra i peggiori criminali americani come Al Capone, Robert Franklin Stroud (l' "ornitologo di Alcatraz"), George "Machine Gun" Kelly, Bumpy Johnson, Rafael Cancel Miranda, Mickey Cohen, Arthur R. "Doc" Barker, Whitey Bulger e Alvin "Creepy" Karpis. Oltre alle strutture carcerarie sull'isola erano presenti le abitazioni dello staff della prigione e delle loro famiglie. 36 prigionieri fecero in tutto 14 tentativi di fuga nei 29 anni di storia della prigione; il più famoso di questi fu il tentativo del maggio del 1946 denominato la "Battaglia di Alcatraz" e la fuga famosa del giugno del 1962 da parte di Frank Morris, John Anglin e Clarence Anglin. A causa degli alti costi di mantenimento, il carcere di Alcatraz chiuse i battenti il 21 marzo 1963.
La prigione era ripartita in quattro blocchi di celle (A, B, C, D), l'ufficio delle guardie, la sala delle visite, la biblioteca e il barbiere. Le celle della prigione misuravano 2.7 x 1.5 metri e avevano un'altezza di 2.1 metri; esse si presentavano primitive e mancavano di qualsiasi privacy, con un arredamento essenziale composto da un letto, un tavolo, un lavandino e 
un water appoggiato al muro di fondo. Gli afroamericani erano detenuti a parte dagli altri prigionieri per abusi razziali. Il blocco D ospitava i peggiori criminali, e cinque celle di quest'area erano denominate "The Hole" (il buco) dove i detenuti più riottosi erano inviati per determinati periodi e subivano un trattamento brutale. La sala da pranzo e la cucina erano derivazioni del blocco principale. I prigionieri e lo staff mangiavano tre volte al giorno, insieme. L'ospedale di Alcatraz si trovava sopra la sala da pranzo.
I corridoi della prigione avevano i nomi delle strade più famose degli Stati Uniti come Broadway e Michigan Avenue. Lavorare per i prigionieri di Alcatraz era considerato un privilegio a cui si poteva accedere solo con una buona condotta e molti di questi vennero impiegati nella Model Industries Building e nella New Industries Building, mentre altri erano impiegati per lavori manuali o in compiti pratici per il carcere come nella gestione della lavanderia.
Attualmente, Alcatraz è un museo pubblico e una delle principali attrazioni turistiche di San Francisco, con 1.500.000 di visitatori all'anno. Attualmente l'ex prigione è mantenuta e restaurata dal Golden Gate National Recreation Area del National Park Service.  
Nel 2025 il  presidente  Donald Trump si è detto intenzionato a riconvertirlo in carcere di massima sicurezza per ospitare i criminali più pericolosi.

## Storia

### Costruzione

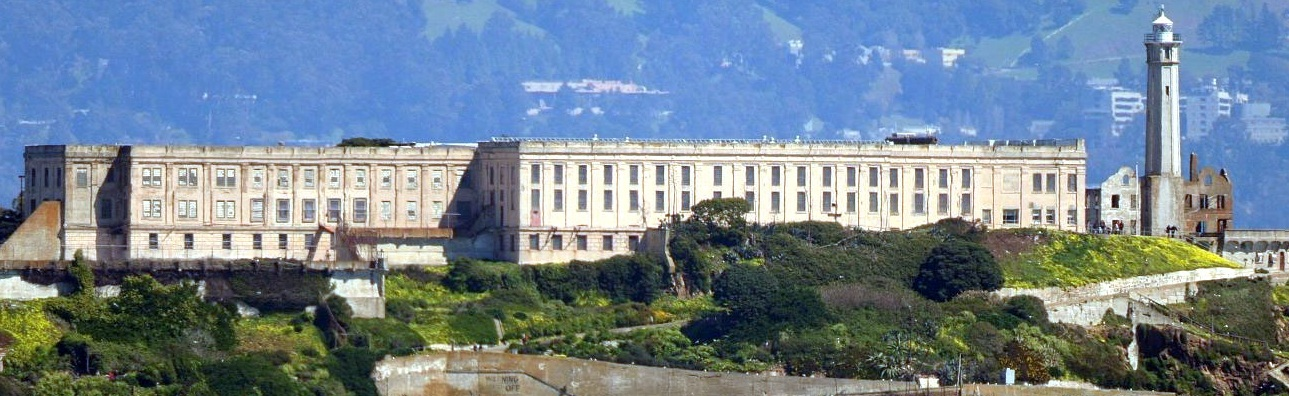
Il blocco celle di Alcatraz

Il blocco principale delle celle del carcere di Alcatraz venne costruito incorporando parti della cittadella di Fort Alcatraz, una struttura parzialmente fortificata dal 1859 che aveva finito per divenire una prigione militare. Un nuovo blocco celle venne costruito nel 1910–1912 con una spesa di 250.000 dollari e una lunghezza totale di 150 metri. Questa struttura venne rimodernata nel 1933 e nel 1934 divenendo il blocco principale di celle del penitenziario sino alla sua chiusura nel 1963. Quando venne costruita la nuova prigione, molti dei materiali preesistenti vennero riutilizzati. Le scalinate in ferro presenti all'interno del blocco celle presso la barberia alla fine del blocco A vennero infatti mantenute dalla vecchia cittadella oltre al riutilizzo dei grandi blocchi di granito che vennero riutilizzati. Molte delle vecchie sbarre delle celle vennero utilizzate per rinforzare le mura, causando poi dei problemi di stabilità delle stesse che, esposte al vento e all'erosione dell'aria salata, giunsero alla rottura e alla ruggine.

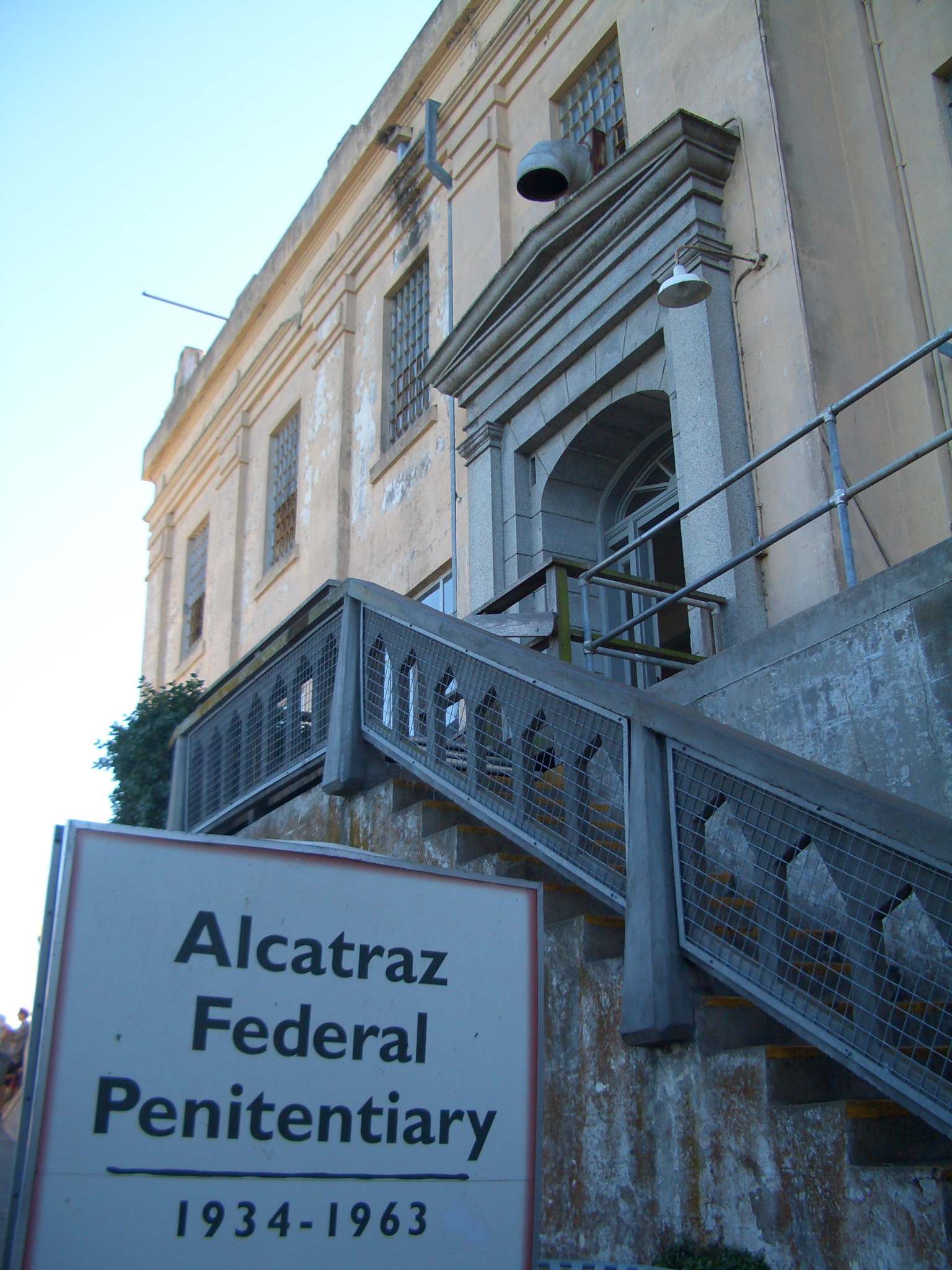
L'ingresso

Dopo che l'esercito statunitense si era servito dell'isola per ottant'anni, la proprietà del complesso passò alla gestione nazionale delle prigioni che vi progettò la costruzione di un nuovo carcere a prova di fuga così da dare un duro colpo all'ondata criminale degli anni '20 e '30. Il dipartimento di giustizia acquistò Alcatraz il 12 ottobre 1933 e nell'agosto dell'anno successivo venne inaugurato il nuovo carcere. 260.000 dollari vennero spesi per modernizzare e rafforzare la struttura dal gennaio del 1934. George Hess del servizio sanitario nazionale venne nominato primario dell'ospedale della prigione mentre Edward W. Twitchell divenne lo psichiatra ufficiale della prigione nel gennaio del 1934. L'ospedale di Alcatraz venne posto sotto la verifica di tre ufficiali del servizio ospedaliero della marina militare di San Francisco. I primi membri del personale della prigione giunsero in loco all'inizio di febbraio del 1934; tra questi vi era Loring O. Mills. Nell'aprile del 1934, il vecchio materiale da costruzione presente venne rimosso dalla prigione e vennero riordinate 269 celle con cancelli nuovi commissionati appositamente in fusione unica alla Stewart Iron Works. Due dei quattro nuovi scaloni interni vennero costruiti ex novo, oltre alla predisposizione di 12 porte e altrettanti corridoi principali. Il 26 aprile di quell'anno si verificò un piccolo incendio accidentale sul tetto della struttura nel quale rimase ferito un elettricista. La Anchor Post Fence Company aggiunse dei cancelli attorno al perimetro di Alcatraz mentre la Enterprise Electric Works vi pose delle luci di emergenza. Nel giugno del 1934, la Teletouch Corporation di New York iniziò l'installazione di "cannoni elettromagnetici o sistemi di metal detection" ad Alcatraz; questi furono tra i primi esempi di metal detector moderni. Il 30 luglio 1934 venne inaugurato il sistema radio locale. Gli ultimi test alla struttura vennero condotti nei primi due giorni di agosto, appena prima dell'apertura della struttura.

### I primi anni

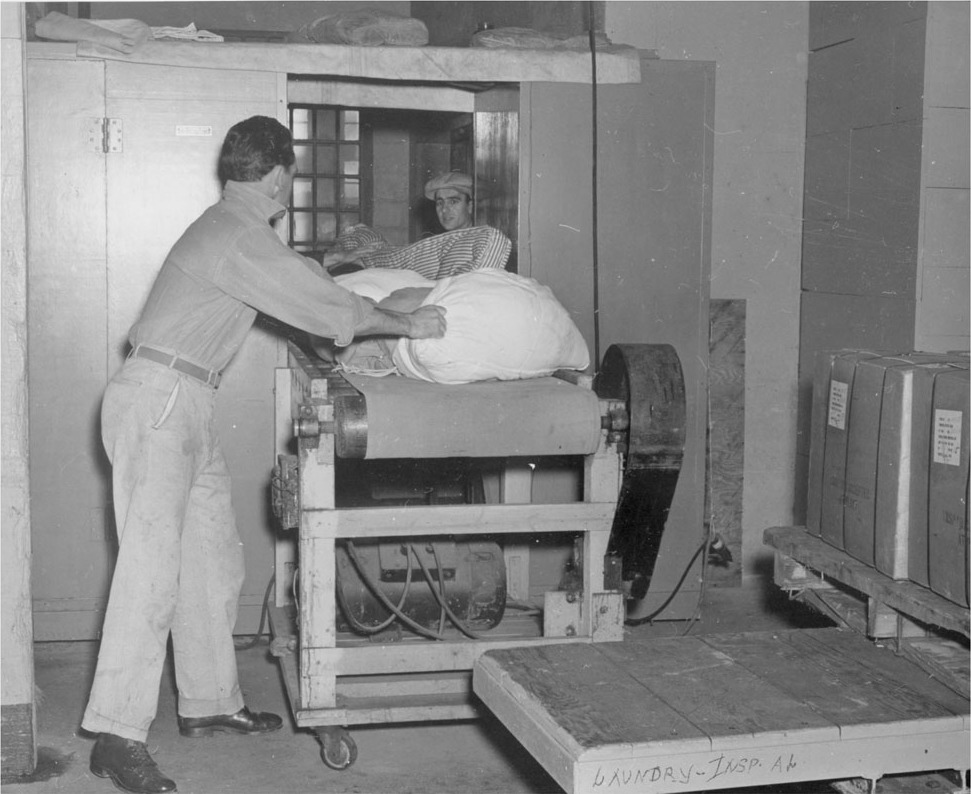
Il servizio lavanderia di Alcatraz

Alcatraz come prigione venne destinata ad accogliere i prigionieri definiti "problematici", ovvero coloro che avevano causato problemi in altre prigioni, una prigione dove accogliere il "peggio del peggio" della criminalità, senza speranza di riabilitazione. Alle 9:40 dell'11 agosto 1934, giunse il primo gruppo di 137 prigionieri, provenienti dal penitenziario di Leavenworth (Kansas), il quale era giunto in treno a Santa Venetia, California. Il gruppo venne scortato ad Alcatraz da 60 agenti speciali dell'FBI e da ufficiali della polizia ferroviaria. Molti di loro erano noti ladri di banche, contraffattori, assassini o sodomiti. Tra i primi prigionieri si contarono anche 14 uomini provenienti dalla McNeil Island, Washington. Il 22 agosto, 43 prigionieri giunsero dal penitenziario di Atlanta e 10 da quello di Lewisburg. Il 1 settembre giunse un prigioniero dal manicomio di Washington e sette giunsero dal riformatorio di Lorton, in Virginia, mentre il 4 settembre giunse un nuovo contingente di 103 prigionieri da Leavenworth, via treno. I prigionieri continuarono ad arrivare, in particolare da Leavenworth e da Atlanta, durante tutto il 1935 e il 30 giugno di quello stesso anno, a un solo anno di vita, il penitenziario contava già 242 detenuti, di cui il più noto era all'epoca Verrill Rapp. Il Bureau of Prisons scrisse in quell'occasione: “La fondazione di questa istituzione non solo è la prova di un luogo sicuro di detenzione per i criminali più difficili ma ha anche un effetto positivo sulla disciplina negli altri penitenziari. Nel corso di un anno non si sono verificati incidenti di rilievo". I metal detectors inizialmente portarono a problemi di surriscaldamento e spesso dovettero essere spenti. Dopo che la Teletouch Corporation non riuscì a risolvere il problema, il suo contratto venne posto a termine nel 1937 e nuovi metal detector vennero forniti dai Federal Laboratories.
Il 10 gennaio 1935, una tremenda tempesta portò a una frana ad Alcatraz, causando il crollo di parte della struttura del Model Industries Building. Questo fu solo l'inizio di una serie di problemi di stabilità delle strutture sull'isola. L'area del Model Industries Building venne circondata da un riprap, venne rafforzata, e venne costruita una torre di guardia aggiuntiva sul suo tetto nel giugno del 1936. In quello stesso mese, vennero ristrutturate le caserme con 11 nuovi appartamenti e 9 stanze singole per il personale; all'epoca la struttura era in grado di accogliere un totale di 52 famiglie con 126 tra donne e bambini. I problemi riscontrati al Model Industries Building e il rapporto con le strutture preesistenti portarono a un restauro esteso della struttura nel 1937 che portarono alla creazione di nuove griglie di ventilazione, all'installazione di nuovi boilers nella centrale elettrica, oltre a una nuova pompa per la depurazione dell'acqua di mare. Nel biennio 1939–40, 1.100.000 dollari vennero spesi per la struttura, inclusa la costruzione del New Industries Building, il rifacimento completo della centrale elettrica con motori diesel, un nuovo acquedotto per risolvere i problemi di stoccaggio dell'acqua, nuovi appartamenti per gli ufficiali, migliorie al porto e la conversione del blocco D a celle di isolamento. Le modifiche vennero portate a compimento nel luglio del 1941. I laboratori del New Industries Building si specializzarono nella produzione di uniformi per l'esercito e altra oggettistica richiesta durante la seconda guerra mondiale.

### La reputazione

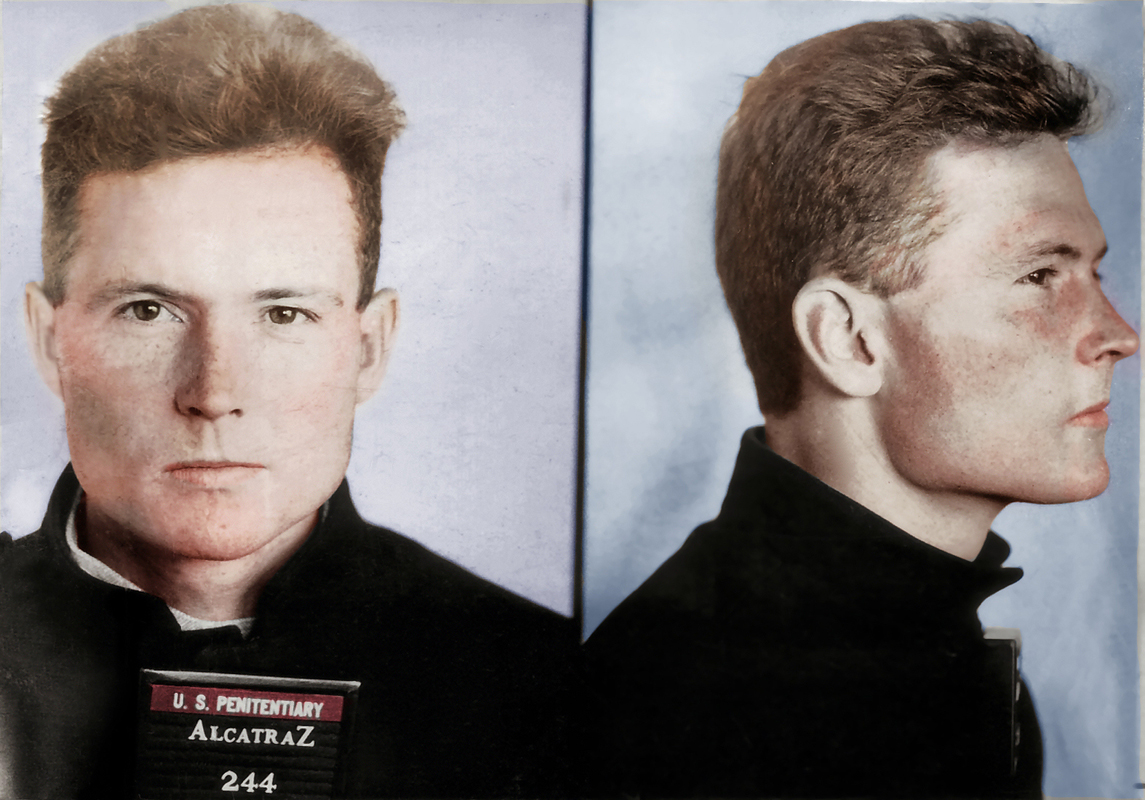
Henri Young, processato per l'omicidio di un compagno detenuto nel 1941

Il carcere di Alcatraz divenne tristemente noto tra le prigioni americane in quanto era considerato una delle prigioni più terribili del mondo all'epoca. Alcuni ex prigionieri erano testimoni delle violenze in esso perpetrate e delle condizioni disumane di detenzione, in particolare per la mancanza di adeguate cure e prevenzioni sanitarie. Ed Wutke fu il primo prigioniero a suicidarsi nella struttura di Alcatraz. Rufe Persful sviluppò una forma di schizofrenia e si tagliò quattro dita di una mano, ed era intenzionato a tagliarsi anche quelle dell'altra. Nel 1939, il nuovo U.S. Attorney General, Frank Murphy, attaccò la struttura del penitenziario, dicendo che "l'intera istituzione è conduttrice di una psicologia che crea un insieme di ambizioni sinistre tra i prigionieri." La reputazione della prigione non venne certo aiutata dall'arrivo dei peggiori criminali dell'America, tra cui Robert Stroud, l'"ornitologo di Alcatraz," nel 1942. Questi entrò in carcere a 19 anni e non lo lasciò mai più, trascorrendo ben 17 anni ad Alcatraz. Stroud uccise una guardia e spesso ingaggiò accese discussioni con gli altri detenuti, trascorrendo 42 dei suoi 54 anni di detenzione in isolamento. Malgrado la sua reputazione, con molti ex detenuti che lo definivano "Hellcatraz" ("hell" in inglese significa inferno), molti invece testimoniavano come le condizioni di vita fossero tutto sommato migliori di altre prigioni nel paese, in particolare per la qualità del cibo.
Il 3 dicembre 1940, Henri Young uccise il compagno di cella Rufus McCain. Correndo giù per le scale nella sartoria del carcere dove McCain lavorava, Young pugnalò violentemente McCain al collo; McCain morì cinque ore dopo. Young era giunto inviato ad Alcatraz per omicidio nel 1933, e venne successivamente coinvolto in un tentativo di fuga durante il quale il gangster Doc Barker rimase colpito a morte. Trascorse 22 mesi in isolamento, ma gli venne successivamente permesso di lavorare. Young venne processato nel 1941, atto durante il quale i suoi avvocati sostennero la sua colpa diretta nel fatto e di come egli sia stato ingiustamente sottoposto a una "punizione crudele e inusuale" da parte delle guardie della prigione prima del fatto. Il processo contribuì alla cattiva fama di Alcatraz. Young venne infine condannato.

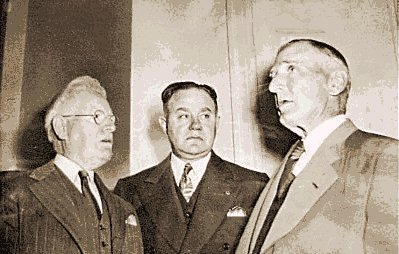
Da sinistra a destra: il direttore James A. Johnston, il vicedirettore E.J. Miller, il District Attorney Frank J. Hennessy

### Gli ultimi anni
Dagli anni '50 si cercò di migliorare le condizioni del carcere di Alcatraz e ai detenuti venne gradualmente permesso di ottenere più benefici come ad esempio di suonare degli strumenti musicali, guardare dei film nei weekend, dipingere, utilizzare la radio; lo stretto codice del silenzio divenne più flessibile, e ai prigionieri venne permesso di parlare a bassa voce. A ogni modo la struttura si era già qualificata come uno dei carceri più costosi degli Stati Uniti. Nel suo rapporto annuale per l'anno 1952, il direttore della prigione James V. Bennett richiedeva già una struttura sostitutiva per Alcatraz. Il rapporto del 1959 evidenziava come i costi per Alcatraz fossero tre volte superiori se comparati a una qualsiasi altra prigione americana (10 dollari per prigioniero al giorno, contro i 3 dollari in altre prigioni) Il problema era peggiorato dal deterioramento delle strutture per l'esposizione ai venti salini. Già in quell'anno si evidenziava la necessità di 5.000.000 di dollari per dei restauri. Le principali opere di riparazione ebbero inizio nel 1958, ma già nel 1961 gli ingegneri definirono la prigione una causa persa. L'Attorney General Robert F. Kennedy propose il piano per la costruzione di una nuova struttura carceraria a Marion, nell'Illinois. La fuga del giugno del 1962 fu la goccia che fece traboccare il vaso e che portò alla chiusura totale dell'intera struttura il 21 marzo 1963.
Attualmente convertita in museo e una delle maggiori attrazioni turistiche di San Francisco, Alcatraz attira ogni anno 1.500.000 di visitatori (2010). I visitatori arrivano via nave e hanno la possibilità di visitare le celle sull'isola oltre a visionare una serie di filmati che raccontano storie e aneddoti sulla struttura, sui più famosi detenuti e guardie di Alcatraz. L'atmosfera dell'ex penitenziario è ancora oggi considerata "spettrale". Protetta dal National Park Service e dal National Register of Historic Places, la struttura è oggi restaurata e mantenuta in essere come struttura museale.

### Tentativi di fuga
Secondo gli ufficiali di correzione, il primo pensiero di un condannato arrivato ad Alcatraz era come fuggire dalla struttura. Durante i suoi 29 anni di funzionamento, 36 detenuti tentarono la fuga in 14 occasioni; due vi provarono due volte; 23 vennero catturati, sei vennero uccisi durante la loro fuga, due annegarono e cinque sono indicati come "dispersi e probabilmente annegati".
Il primo tentativo di fuga venne fatto il 27 aprile 1936 da Joseph Bowers, che era stato assegnato alla bruciatura della spazzatura nell'inceneritore del carcere. Venne notato mentre tentava di scalare una parte della recinzione dell'isola. Quando si rifiutò di fermarsi all'alt della guardia, venne freddato con un colpo di fucile. Venne ferito solo di striscio, ma cadde dall'altezza di 15 metri e morì di conseguenza.
Un secondo tentativo di fuga avvenne il 16 dicembre 1937 a opera di Theodore Cole e Ralph Roe. Durante il loro lavoro ai laboratori, riuscirono a tagliare le sbarre di ferro di una finestra e da lì a portarsi verso la baia. Era un giorno di tempesta e il mare aveva onde alte. Vennero creduti entrambi morti dalle autorità della prigione che dichiararono la loro morte per annegamento e il loro corpo spazzato via dalle onde del mare.

#### La battaglia di Alcatraz

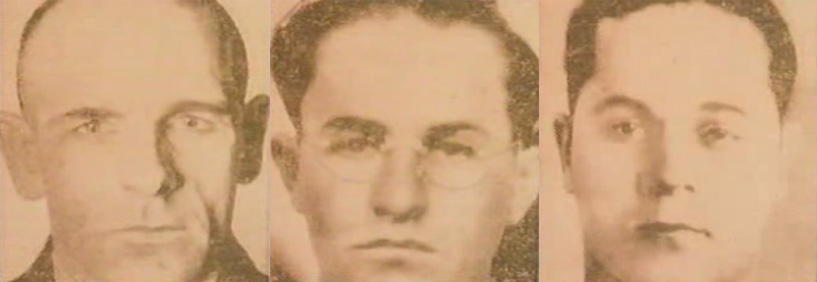
Bernard Coy, Marvin Hubbard e Joseph Cretzer rimasero uccisi nella battaglia di Alcatraz.

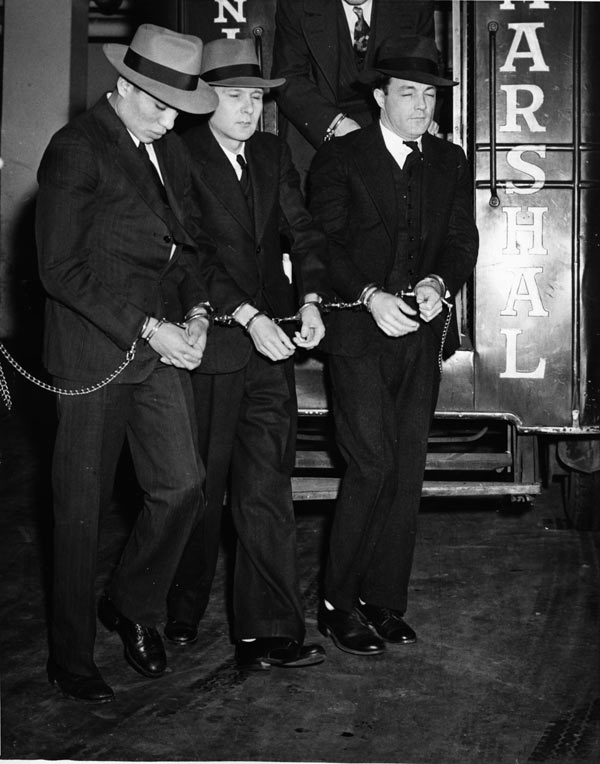
Carnes, Shockley e Thompson verso il processo per la battaglia di Alcatraz

Il tentativo di fuga più violento avvenne tra il 2 e il 4 maggio 1946, quando il fallito tentativo di fuga di sei prigionieri portò alla cosiddetta battaglia di Alcatraz, nota anche come l'"esplosione di Alcatraz". Bernard Coy, Joseph Paul Cretzer, Sam Shockley, Clarence Carnes, Marvin Hubbard e Miran Edgar Thompson riuscirono a prendere il controllo del blocco celle della prigione sopraffacendo le guardie preposte, entrando nel deposito delle armi dove ottennero anche le chiavi per le aree esterne. Una delle guardie, William Miller, pensò di chiudere dall'esterno l'ultima porta. L'idea dei fuggitivi era quella di tentare la fuga verso il porto con una barca, ma non furono in grado di aprire l'ultima porta e pertanto decisero di scontrarsi col resto delle guardie, tenendo per ostaggi Miller e un'altra guardia. Su incitamento di Shockley e di Thompson, Cretzer sparò a bruciapelo ai due ostaggi. Miller morì subito, come poi avvenne per la seconda guardia, Harold Stites. Anche se Shockley, Thompson e Carnes decisero di tornare alle loro celle, gli altri tre, Coy, Cretzer e Hubbard, persistettero nella loro lotta. Intervennero i marines ad aiutare le guardie della prigione, i quali uccisero i tre prigionieri. Nella battaglia, oltre alle guardie e ai prigionieri uccisi, persero la vita 17 altre guardie e un prigioniero rimase ferito. Shockley, Thompson e Carnes vennero processati per l'uccisione delle guardie. Shockley e Thompson vennero condannati a morte tramite camera a gas nel carcere di San Quentin nel dicembre del 1948. Carnes, invece, che aveva solo 19 anni, ottenne un secondo ergastolo.

#### "Fuga da Alcatraz"
L'11 giugno 1962, Frank Morris, John Anglin e Clarence Anglin, per contro, cercarono di fuggire tramite un piano ingegnoso e attentamente progettato. Dietro le loro celle nel blocco B vi era un condotto di 91 cm. I prigionieri riuscirono a rimuovere pazientemente il calcestruzzo ormai danneggiato dall'aria salina che circondava la grata di copertura del condotto di aerazione di questo foro utilizzando un cucchiaio di metallo montato su un trapano elettrico ricavato dal motore di un aspirapolvere rubato. Il rumore venne camuffato dal fatto che i "lavori" venivano svolti unicamente durante l'ora di musica, e il progredire dei lavori venne coperto da un falso muro che, nell'oscurità della cella, trasse in inganno le guardie.

Veduta laterale della finta testa trovata nella cella di Frank Morris

La via di fuga proseguiva dunque attraverso una ventola di aerazione; i prigionieri rimossero la ventola e l'annesso motore, rimpiazzandola con la sola griglia, creando un buco abbastanza grande per permettere il passaggio di un uomo. Dopo aver rubato una corda abrasiva al carburo di silicio dal laboratorio della prigione, i prigionieri riuscirono a rimuovere i rivetti dalla griglia. Nei loro letti posero delle teste realizzate a papier-mâché e corredate da capelli veri rubati dal negozio di barbiere della prigione. I fuggitivi inoltre riuscirono a rubare nel corso delle settimane 50 giubbotti impermeabili, nascondendoli dalla vista delle guardie tramite dei fogli di carta.
Gli investigatori dell'FBI vennero aiutati da Allen West, che era parte del gruppo dei fuggitivi che però era stato lasciato nella sua cella. West era stato colui che aveva costruito il muro di copertura, ma quando Morris e i fratelli Anglin decisero di accelerare il loro piano di fuga, West venne lasciato indietro, forse perché considerato di troppo o di intralcio all'esecuzione del piano. Il rapporto ufficiale della fuga concluse che i prigionieri erano annegati nelle fredde acque della baia tentando di raggiungere la terraferma, trovando improbabile che i tre abbiano coperto a nuoto i 2 km di mare che separano l'isola dal continente malgrado le forti correnti dell'oceano con una temperatura di 10-15 gradi C°.
Morris e i fratelli Anglin, a ogni modo, rimasero formalmente nella lista dei ricercati per i successivi cinquant'anni. Secondo studi recenti, almeno i due fratelli Anglin sarebbero fuggiti verso il Brasile dopo Alcatraz e quindi sarebbero sopravvissuti a dispetto dei rapporti ufficiali.

## Amministrazione

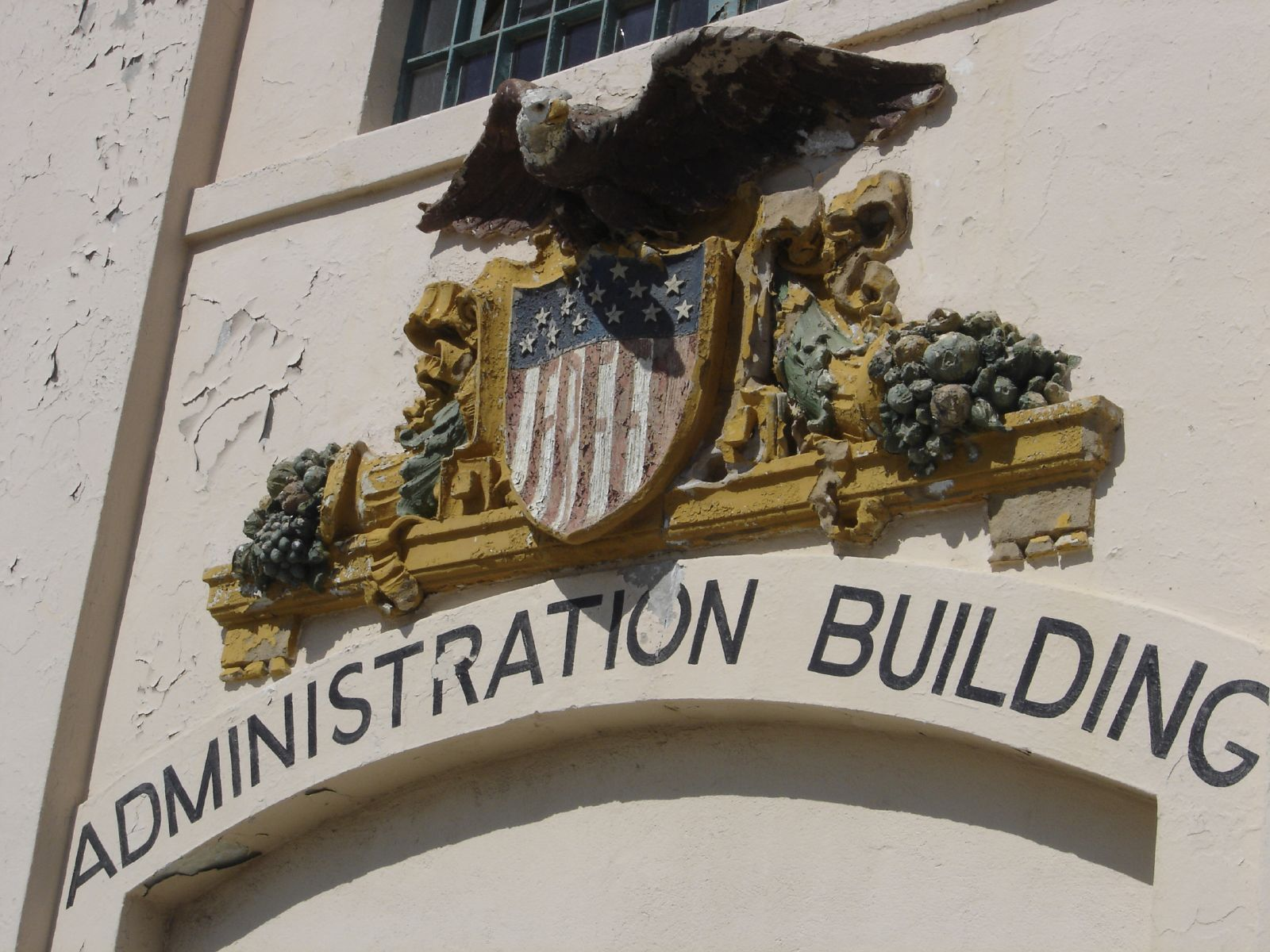
Gli uffici amministrativi del carcere di Alcatraz

La prigione disponeva inizialmente di uno staff di 155 persone, incluso il direttore James A. Johnston e il suo vice Cecil J. Shuttleworth, entrambi considerati "uomini di ferro". Nessun membro del personale della prigione era istruito per la riabilitazione dei prigionieri, ma tutti erano stati formati per la massima sicurezza. I salari delle guardie e dei membri dello staff variavano. Per una nuova guardia giunta nel dicembre del 1948 alla prigione venne offerto uno stipendio di 3024,96 dollari all'anno, con la deduzione del 6% annuo per i contributi pensionistici (181.50 dollari). Le guardie lavoravano 40 ore a settimana con turni di 8 ore ciascuno. Le guardie che lavoravano tra le 18:00 e le 6:00 avevano un aumento del 10% come pure coloro che facevano degli straordinari autorizzati. Gli ufficiali generalmente pagavano 25 centesimi per un pasto e pagavano 10 dollari al mese per il loro appartamento sull'isola, che includeva anche la gratuità del servizio di lavanderia, anche se le famiglie più grandi disponevano di appartamenti loro affittati per 20-43 dollari al mese. Nel 1960, il registro della prigione riportava come tra il 1935 e il 1960 vi fossero stati in tutto 263 residenti, col picco massimo registrato nel 1937 con 302 residenti e il picco minimo nel 1947 con 222.

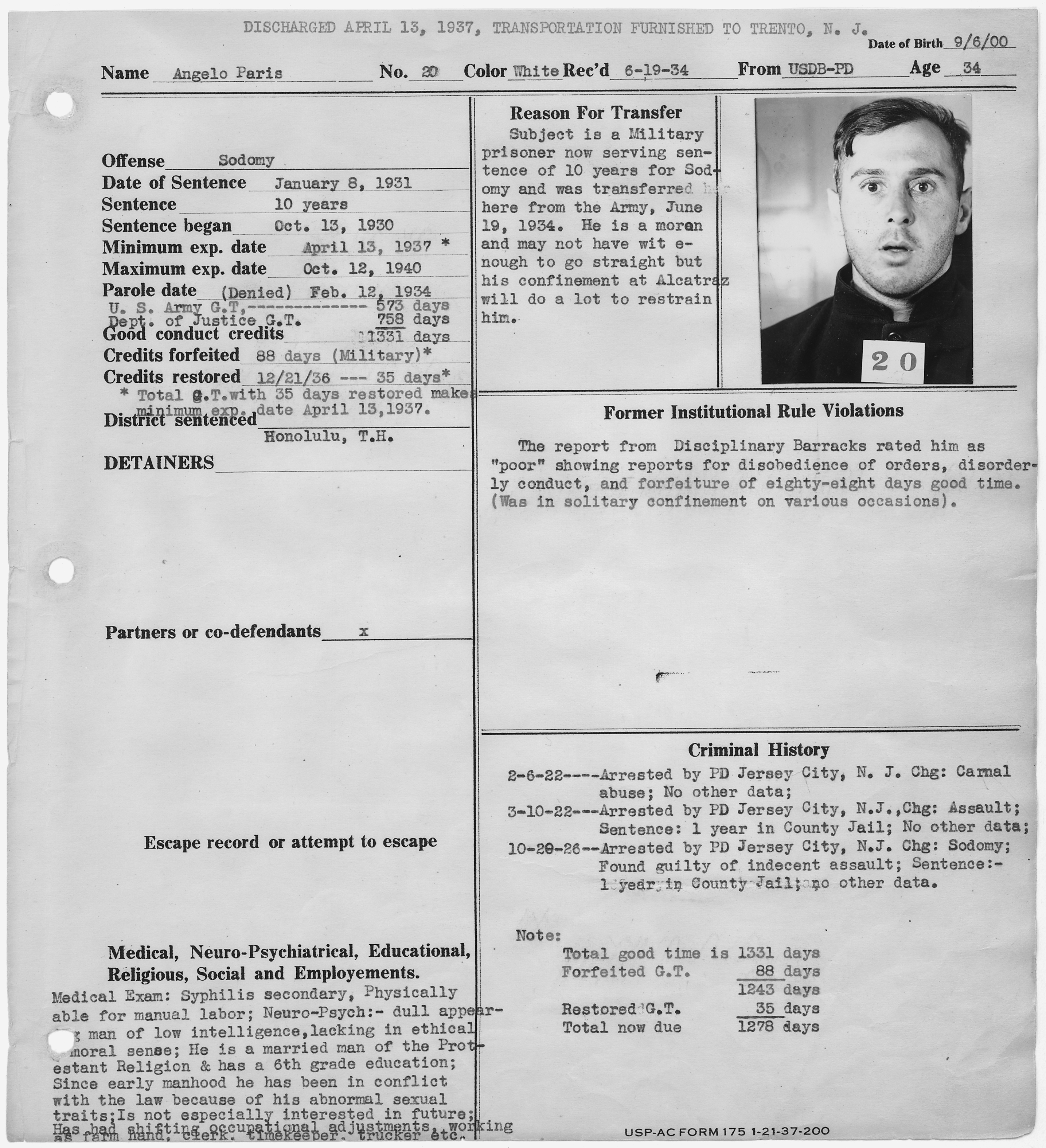
Scheda di un prigioniero

Il blocco principale dell'amministrazione si trovava all'entrata della prigione, dove si trovava anche l'ufficio del direttore del carcere. L'ufficio conteneva una scrivania con una radio ed un equipaggiamento telegrafico, una macchina da scrivere e un telefono. L'ufficio amministrativo disponeva anche di una serie di uffici che dal 1961 compresero anche una sala di controllo con tecnologie moderne, un bar per gli ufficiali, l'armeria, un'area di riposo per le guardie. Tutte le visite ad Alcatraz dovevano essere debitamente autorizzate dal direttore responsabile del complesso.
Un ospedale si trovava nel complesso già quando il carcere era una prigione militare sul finire del XIX secolo. Durante il periodo come penitenziario federale, questo venne spostato sopra la sala da pranzo, al secondo piano della struttura. Lo staff dell'ospedale apparteneva al servizio medico dell'esercito statunitense. I dottori spesso non rimanevano più di qualche giorno o qualche mese ad Alcatraz, in quanto molti di loro erano terrorizzati dal comportamento di certi detenuti che richiedevano la somministrazione di certe droghe. I prigionieri malati erano spesso detenuti all'interno dell'ospedale, e tra questi vi furono anche Stroud e Al Capone, che vi trascorse un anno intero.

### Sicurezza

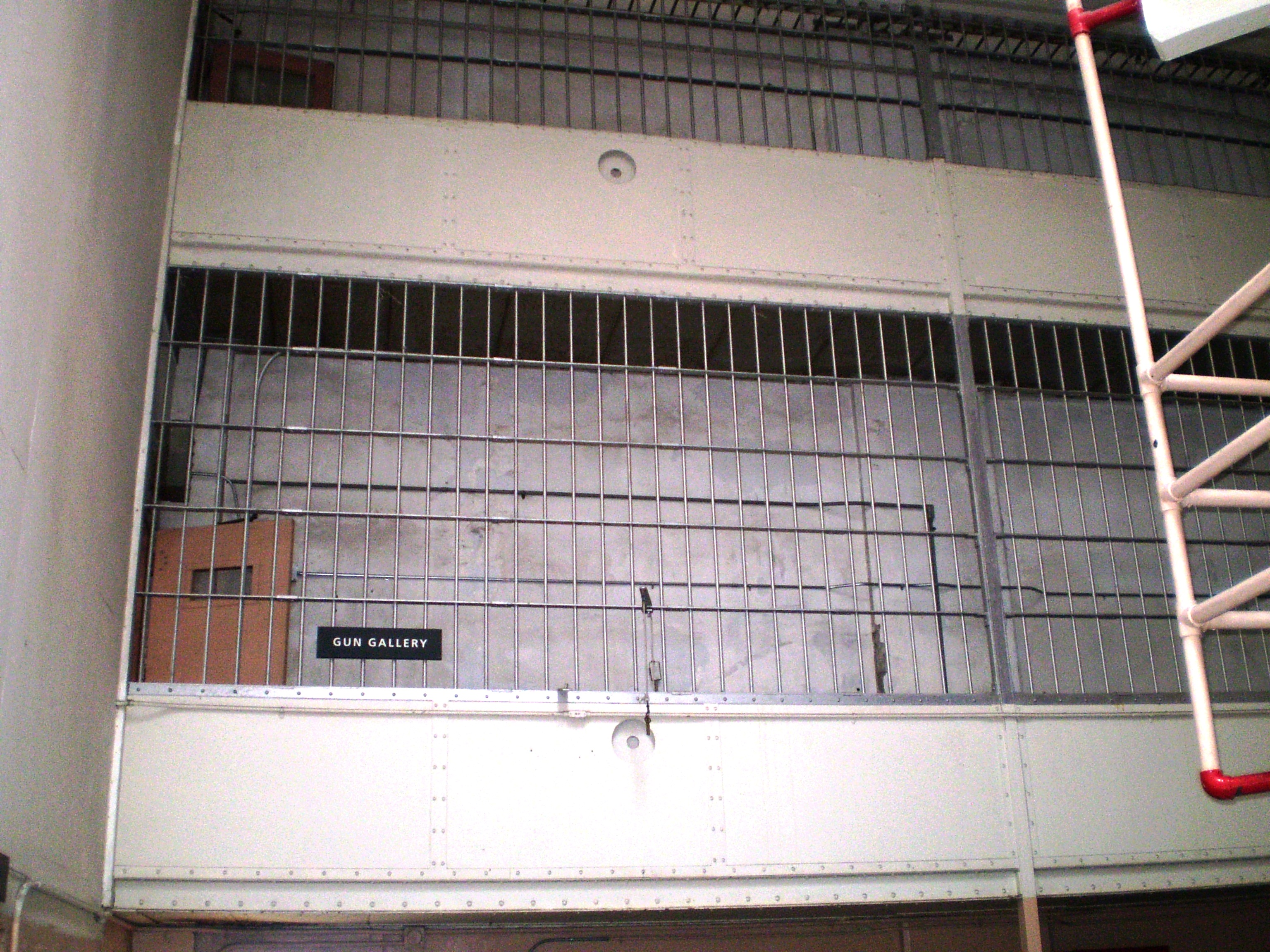
La Gun Gallery

Con l'apertura del penitenziario di Alcatraz nel 1934, vennero da subito messe in mostra le misure di stretta sicurezza delle celle della prigione per mostrare quanto il nuovo carcere fosse "a prova di fuga". L'uso delle tecnologie più moderne per migliorare la sicurezza delle strutture e mantenere all'interno i detenuti, consistevano in una serie di torrette di guardia costruite in quattro luoghi strategici, oltre alla presenza di porte a fusione unica, controllate a distanza e a griglie di ferro alle finestre. Alle entrate di tutte le sale da pranzo e dei laboratori vennero posti dei metal detector elettromagnetici, oltre alla presenza di aree da dove le guardie, armate, potevano controllare facilmente i prigionieri e intervenire in caso di necessità. Con i restauri alla struttura vennero inoltre chiusi dei vecchi tunnel del complesso per evitare che i prigionieri potessero nascondersi o evadere e vennero creati nuovi spazi dove i dipendenti della prigione potessero vivere con le loro famiglie, in tranquillità e in sicurezza, con comodità differenti a seconda del loro rango. Johnston, l'U.S. Attorney General Homer Cummings e Sanford Bates collaborarono insieme per fare di Alcatraz "la prigione più leggendaria dell'epoca".

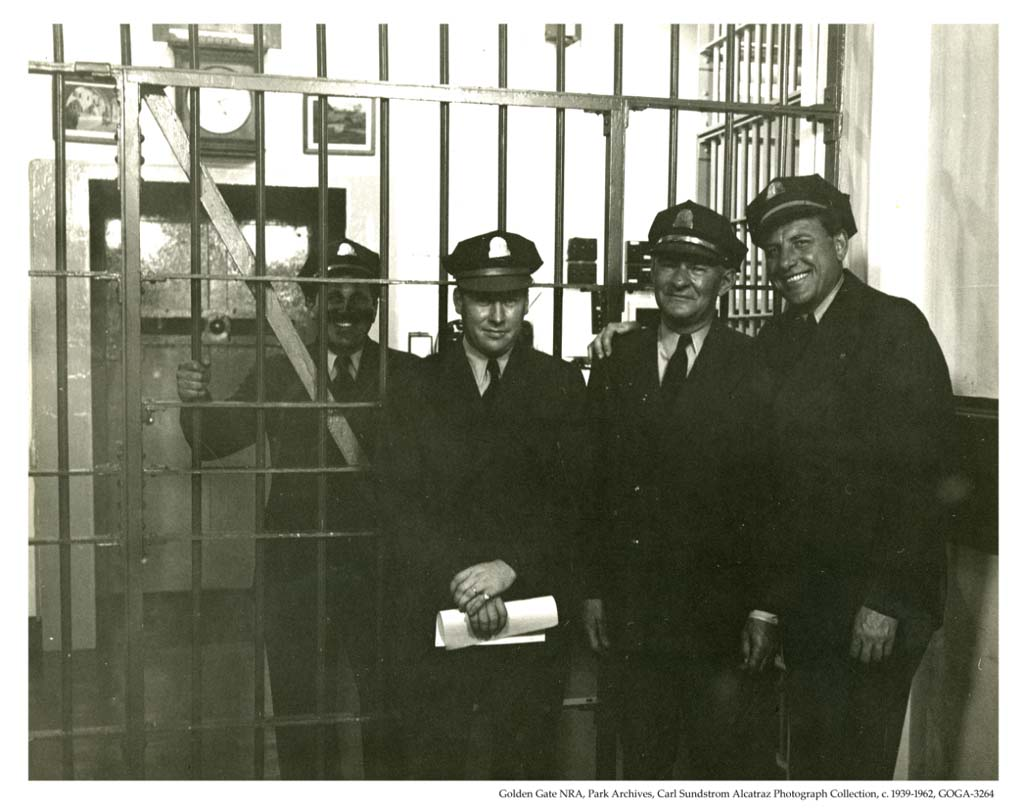
Gruppo di guardie ad Alcatraz

Malgrado il fatto che Alcatraz fosse ritenuta la prigione del "peggio del peggio" dei criminali statunitensi, un tribunale non poteva mandare un criminale direttamente ad Alcatraz, ma potevano giungervi solo per la loro cattiva condotta o per aver tentato di fuggire da altre prigioni. La sicurezza interna alla prigione del resto era particolarmente stretta con un controllo costante delle sbarre, delle porte, dei lucchetti, dei cavi elettrici e di altre sicurezze fisiche. I prigionieri venivano di norma contati 13 volte al giorno, e il rapporto prigionieri/guardie era il più basso di qualsiasi altra prigione americana dell'epoca. Il portale d'ingresso era in acciaio solido, virtualmente impossibile da attraversare per qualsiasi prigioniero. L'isola disponeva di diverse torri di guardia, in particolare nei punti dove vi era sovraffollamento o movimento continui come nel caso delle strutture industriali interne al complesso. Le aree ricreative erano circondate da una rete alta 7.5 metri coronata da filo spinato, per impedire la fuga dei detenuti durante gli esercizi all'aria aperta. Uno degli impiegati della prigione definì il suo lavoro simile a quello di un guardiano di uno zoo, dal momento che i prigionieri erano trattati come animali che venivano "mandati a pascolare", nutriti e fatti lavorare. Lo stesso personaggio definì i suoi quattro anni di lavoro alla prigione come "una totale perdita di tempo". I corridoi erano regolarmente pattugliati dalle guardie, e divisi da cancelli; il corridoio più trafficato era il "Broadway" tra il blocco celle B e il blocco celle C, per il fatto che esso era quello centrale della prigione e lo attraversavano guardie e lavoratori.
Dopo i 20 minuti del pranzo nella sala apposita, forchette, cucchiai e coltelli dovevano essere lasciati sul tavolo e venivano contati per assicurarsi che nessuno di questi venisse rubato o potesse divenire una potenziale arma. Durante i primi anni di vita della prigione, ai detenuti era proibito parlare durante i pasti, ma questo costume si perse nel tempo, consentendo poi ai prigionieri di comunicare a bassa voce.
La sala da pranzo aveva delle bombole di gas a controllo remoto che potevano essere attivate in caso di rivolta o tentativo di fuga durante il momento del pranzo comunitario. Il primo direttore della struttura, James A. Johnston, era solito entrare nella sala da pranzo solo e disarmato, sicuro delle difese delle guardie attorno.

### Direttori
| Immagine | Nome              | Periodo | Note |
| -------- | ----------------- | ------- | --- |
|          | James A. Johnston | 1934–48 | James Aloysius Johnston (1874–1954) (soprannominato "Old Saltwater") fu il primo direttore di Alcatraz. Già direttore dei carceri di Folsom e San Quentin, Johnston risultò fondamentale per la vera e propria creazione di Alcatraz sin dalla sua concezione. Considerato inflessibile nella disciplina e devoto riformista, impose regole rigide alla prigione, tra cui il silenzio assoluto, che gli valse il nomignolo di Golden Rule Warden. Ad ogni modo fu abbastanza popolare sia tra i detenuti che tra le guardie, in quanto si impegnò personalmente per mutare le pratiche barbariche utilizzate nella prigione tra cui l'uso della camicia di forza e l'isolamento nell'oscurità. Nel 1937 venne attaccato da Burton Phillips alle spalle mentre si trovava nella sala da pranzo, ma egli continuò a presentarsi al pranzo senza guardie del corpo. |
|          | Edwin B. Swope    | 1948–55 | Edwin Burnham Swope (1888–1955) (soprannome "Cowboy") fu il secondo direttore di Alcatraz. La sua carriera era passata dalla prigione di stato del Nuovo Messico a quella dello stato di Washington sulla McNeil Island. Alto 173 cm, era un patito delle corse coi cavalli a cui si recava spesso con abiti da cowboy. Fu meno popolare del suo predecessore. |
|          | Paul J. Madigan   | 1955–61 | Paul Joseph Madigan (1897–1974) fu il terzo direttore di Alcatraz. Già vicedirettore durante la reggenza di James A. Johnston, fu l'unico direttore ad essere partito dai ranghi più bassi del carcere e di essere salito nella gerarchia sino ai massimi livelli. Il 21 maggio del 1941, Madigan risultò strumentale nel blocco del tentativo di un tentativo di fuga che lo vide ostaggio nel Model Industries Building, fatto che portò poi la sua promozione a vicedirettore. Fumatore e devoto cattolico a differenza dei suoi predecessore, Madigan divenne noto per il suo approccio più morbido al carcere. |
|          | Olin G. Blackwell | 1961–63 | Olin Guy Blackwell (1915–1986) fu il quarto e ultimo direttore di Alcatraz. Già vicedirettore sotto Paul J. Madigan dall'aprile del 1959, Blackwell fu direttore di Alcatraz negli anni più difficili della vita del carcere, dal 1961 al 1963, in pieno decadimento della struttura, a fronte di problemi finanziari che portarono poi alla chiusura del carcere, oltre all'infamante fuga del 1962. All'epoca della rocambolesca fuga del 1962 il direttore si trovava in vacanza sul Lago Berryessa nella contea di Napa, ma fu tra i primi a sostenere che anche ammesso che gli uomini fossero fuggiti sarebbero senz'altro morti nelle acque attorno alla prigione. Blackwell era considerato un fautore della disciplina, pur essendo personalmente un pesante bevitore e fumatore.                                                                       |

## Vita in prigione e celle

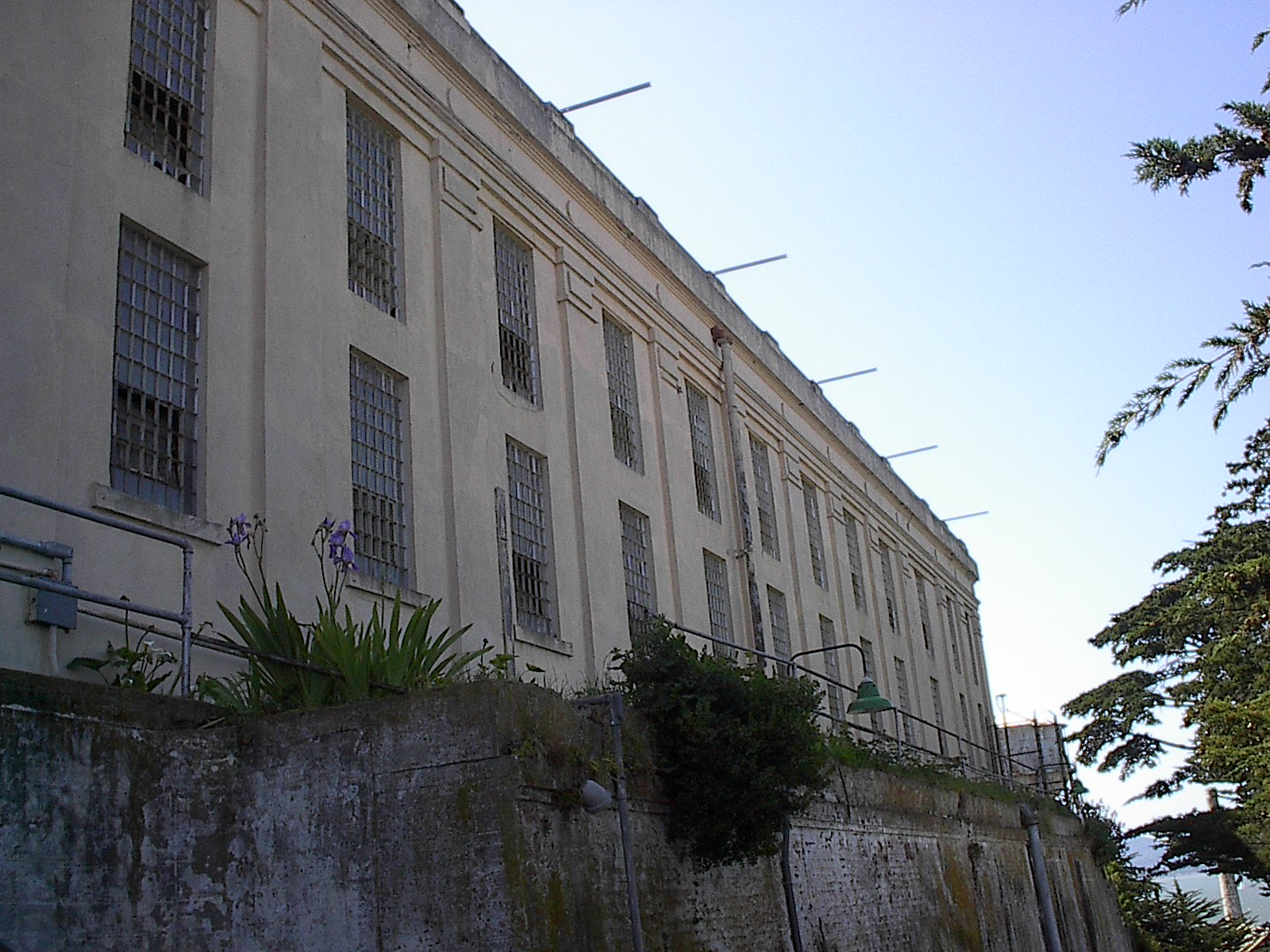
Veduta del blocco celle

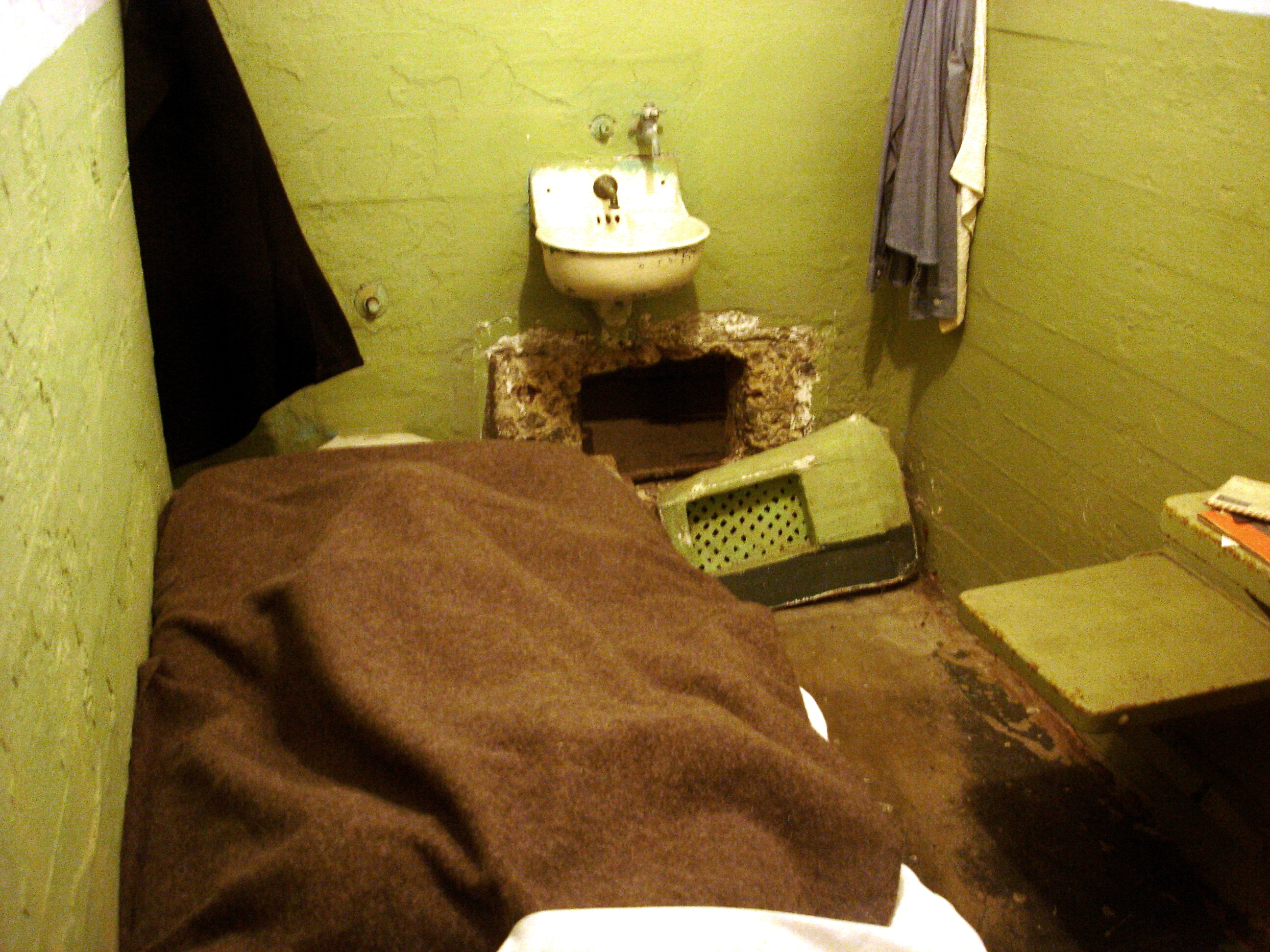
Il condotto di ventilazione rimosso nella cella della fuga del 1962

Il registro della prigione riporta che durante gli anni di apertura di Alcatraz vi furono ospitati 1576 prigionieri. Le celle della prigione, disegnate appositamente perché nessuna potesse dare verso l'esterno direttamente, misuravano 2.7 metri x 1.5 metri per 2.1 metri di altezza. Le celle erano primitive con un letto, un tavolo, un lavandino e una toilette sul muro di fondo. Una ventola di aerazione, 150 x 230 mm, era coperta da una piccola griglia di metallo e portava a un piccolo condotto di 91 cm di grandezza. I prigionieri non avevano alcuna privacy e per di più le toilette emanavano cattivi odori in quanto sciacquate con acqua di mare. L'acqua calda venne installata solo nei primi anni '60, poco prima della chiusura della struttura.
Il penitenziario aveva un regime di regole strette e regolamenti interni che dovevano essere seguiti dai prigionieri come pure dalle guardie; copie di questi regolamenti erano consegnati ad ogni prigioniero e dovevano essere obbligatoriamente rispettati. Ai detenuti era permesso mangiare, vestirsi, proteggersi dal freddo e ricevere attenzioni mediche. Ogni altra cosa concessa era visto come un privilegio. La divisa era composta da una maglia blu, pantaloni grigi (blu e bianchi negli ultimi anni), biancheria intima di cotone, calze e un fazzoletto blu, indossare cappelli era proibito nelle celle. Le celle dovevano essere mantenute pulite e in buon ordine dagli stessi carcerati. Ogni potenziale oggetto dannoso ritrovato nelle celle come soldi, narcotici, sostanze intossicanti o oggetti potenzialmente letali o che potessero servire alla fuga, erano considerati contrabbando e potevano valere ai detenuti azioni disciplinari. Ai detenuti era consentito radersi nelle loro celle tre volte a settimana. Attentare alla vita o intimidire una guardia era considerata un'offesa importante. Gli afroamericani erano segregati rispetto al resto delle celle per evitare abusi a sfondo razziale. Carta igienica, fiammiferi, sapone e detersivi erano consegnati alle celle il giovedì e il sabato, e un carcerato poteva fare richiesta di acqua calda e di uno straccio per pulire la sua cella. Le sbarre, le finestre e i pavimenti della prigione dovevano essere puliti ogni giorno. Nei primi anni vi era uno stretto codice del silenzio da rispettare ma dagli anni '50 questo venne di molto ammorbidito a fronte di una conversazione pacata e a basso tono, senza la possibilità però di gridare, fischiare o cantare.

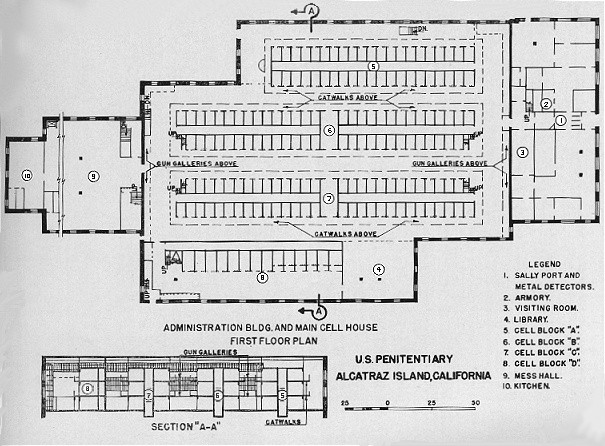
Mappa delle celle di Alcatraz

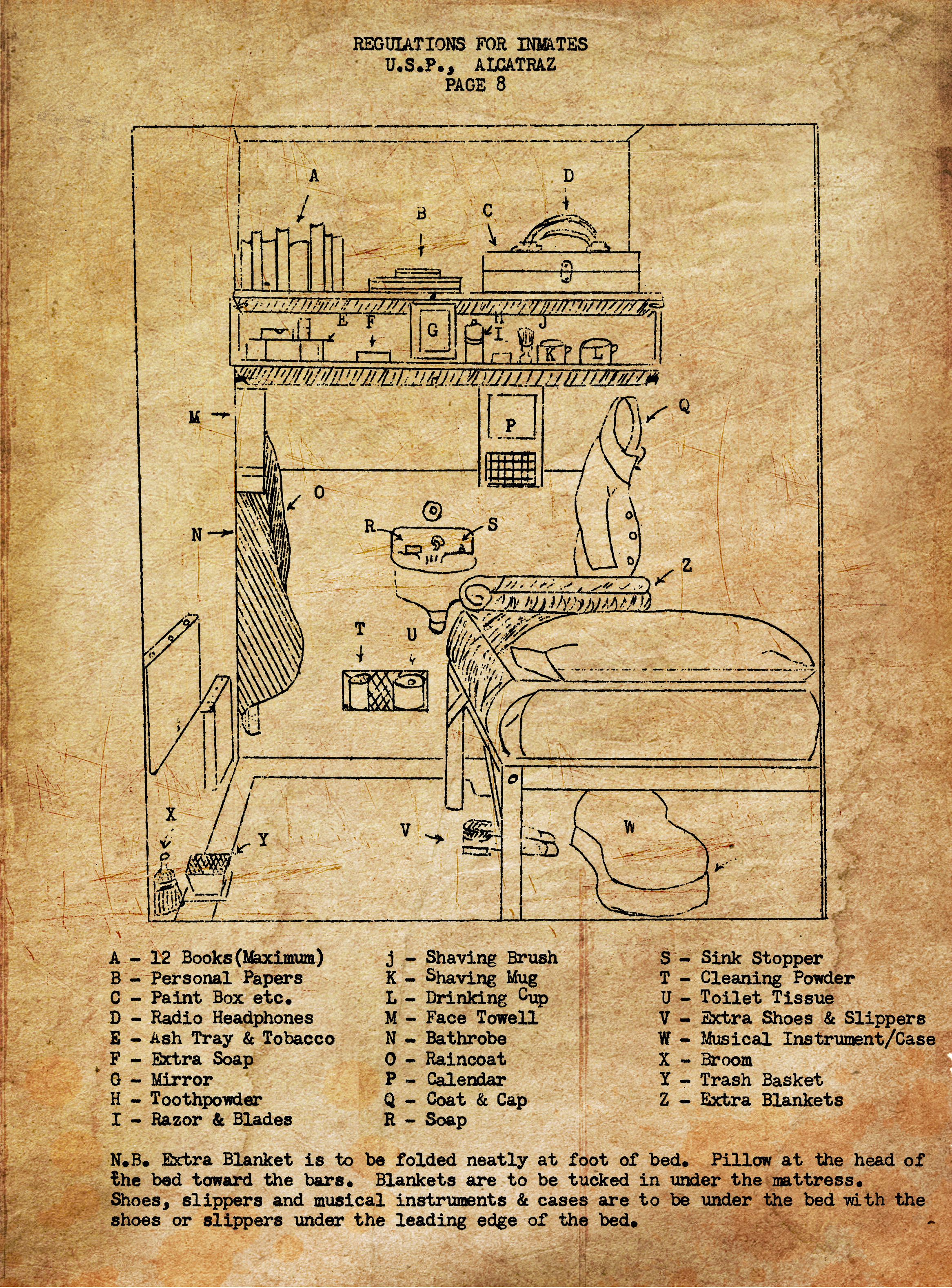
Una pagina del regolamento interno del carcere relativo alle celle

I prigionieri venivano svegliati alle 6:30 e la colazione veniva predisposta per le 6:55. Dopo essere tornati alle loro celle, i carcerati dovevano riordinare la loro cella e predisporre all'esterno la spazzatura. Alle 7:30 iniziava il lavoro per quanti erano autorizzati a farlo, sottolineato da un'apposita sirena, e i prigionieri dovevano passare attraverso dei metal detector durante i loro spostamenti. Se ottenevano un lavoro, i prigionieri dovevano accettarne i regolamenti; ai prigionieri non era consentito di avere del denaro, ma i loro guadagni andavano su un fondo apposito. Ad alcuni prigionieri erano poi assegnati dei compiti in lavanderia, in sartoria, in calzoleria, ecc. nonché in giardino. Fumare, considerato un privilegio, era permesso sul luogo di lavoro. Il pranzo era servito alle 11:20, seguito da 30 minuti di riposo in cella, prima di tornare al lavoro sino alle 16:15. La cena era servita alle 16:25 e i prigionieri si ritiravano quindi nelle loro celle dove erano chiusi per la notte alle 16:50, con lo spegnimento generale delle luci alle 21:30. Dopo la chiusura delle celle, 6 guardie erano solite controllare i quattro blocchi di celle. Molti prigionieri hanno comparato la loro vita ad Alcatraz all'inferno e molti avrebbero preferito morire anziché continuare la loro vita in carcere.
La biblioteca di Alcatraz era posta alla fine del blocco D. Al suo ingresso ad Alcatraz, ogni prigioniero riceveva una tessera per la biblioteca e un catalogo dei libri che vi si trovavano; i detenuti potevano indicare i libri che desideravano leggere in un'apposita cassetta all'ingresso della sala pranzo prima di colazione, e i libri gli venivano successivamente recapitati in cella dal bibliotecario. La biblioteca disponeva di circa 15.000 volumi, molti dei quali erano stati lasciati in loco sin dai tempi dell'esercito statunitense. Ai detenuti era permesso un massimo di tre libri per volta oltre a 12 quaderni, una bibbia e un dizionario. Ai detenuti era permesso abbonarsi a delle riviste, che però venivano censurate per quanto riguarda ogni aspetto che riguardasse il crimine. Per la medesima ragione tutti i quotidiani erano aboliti, come pure il sesso, il crimine e la violenza da tutti i libri e da tutte le riviste nella prigione, al punto che la biblioteca disponeva di un cappellano il cui compito era quello di censurare tutto il materiale disponibile alla lettura. La mancata restituzione di un libro dopo la data prescritta poteva portare alla revoca del privilegio. Un prigioniero leggeva dai 75 ai 100 libri all'anno. Ogni sera, quasi ogni detenuto era solito leggere un libro. Per 1 ora e 45 minuti, chi lo desiderava poteva esercitarsi nella pratica di strumenti musicali, dalla chitarra alla fisarmonica. Venne addirittura costituita una banda della prigione che si esibiva regolarmente nella sala da pranzo; Al Capone suonava ad esempio il banjo.

### I corridoi

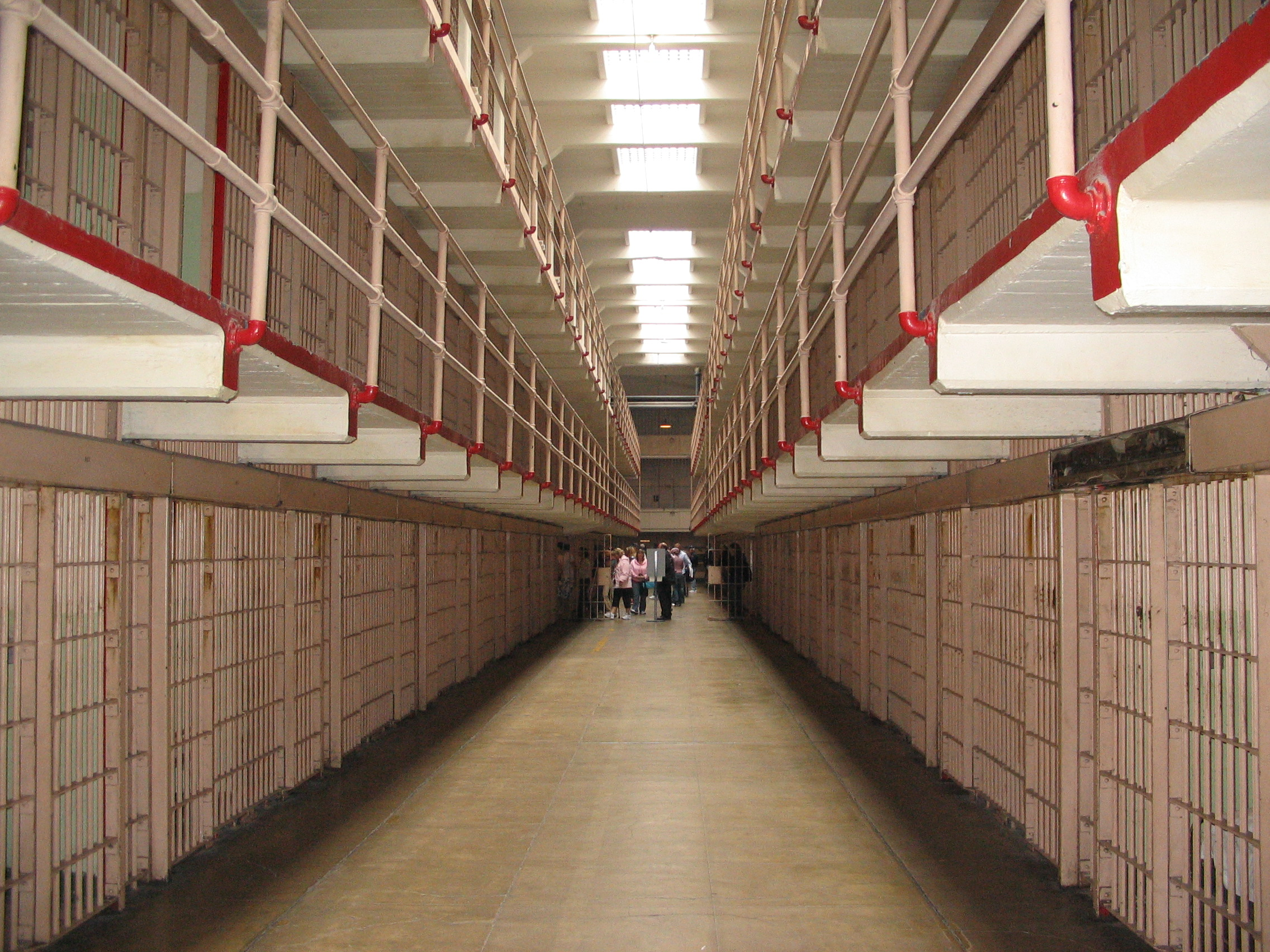
"Broadway"

Il blocco celle di Alcatraz aveva dei corridoi che traevano il loro nome dalle principali strade americane. Michigan Avenue era il corridoio del blocco A, Broadway era il corridoio centrale che portava verso Times Square (un'area comune con un grande orologio sul muro), prima di entrare nella sala da pranzo. Broadway separava il blocco B dal blocco C. Il corridoio tra il blocco C e la biblioteca era chiamato Park Avenue. Il corridoio del blocco D era denominato Sunset Strip. Alla fine di ogni corridoio si trovavano le cosiddette gun galleries dove trovavano posto le guardie, ed erano divise in East e West Galleries.

### Blocco A
Il blocco A non venne mai modernizzato e pertanto disponeva di "barre di ferro, serrature a chiave e scale a chiocciola" originali della prigione militare. Nessun prigioniero venne qui detenuto in maniera permanente durante gli anni di apertura della prigione federale di Alcatraz. Diversi detenuti, ad ogni modo, venivano fatti rimanere qui per determinati periodi per poi essere trasferiti in altri blocchi. Negli ultimi anni di vita della prigione, il blocco A era utilizzato perlopiù come magazzino e ad un certo punto vi venne creata anche una nuova biblioteca dove i prigionieri potevano consultare documenti di natura legale. Una piccola barberia era collocata alla fine del blocco A dove una volta al mese i prigionieri erano obbligati a portarsi.

### Blocco B e il blocco C

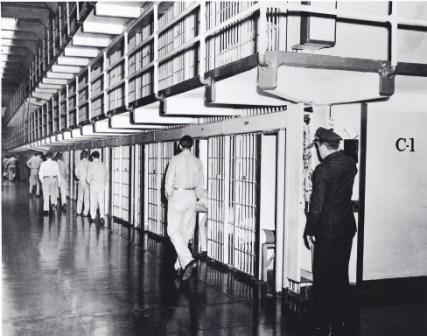
Il blocco C

I nuovi arrivati ad Alcatraz erano perlopiù assegnati al blocco B. Qui rimanevano in quarantena per i primi tre mesi nella prigione, senza ricevere visite. I prigionieri potevano ricevere una visita al mese, anche se per evitare problemi era vietato l'ingresso ad altre persone che avessero commesso reati in passato. Le lettere dei prigionieri venivano attentamente vagliate dal personale della prigione per decifrarvi eventuali messaggi cifrati. Frank Morris e i suoi compagni fuggirono nel 1962 da Alcatraz utilizzando un condotto di ventilazione dietro il blocco B.
Il blocco C era molto simile al blocco B, sia per organizzazione delle celle e degli spazi, sia per la tipologia di detenuti in esso incarcerati.

### Blocco D

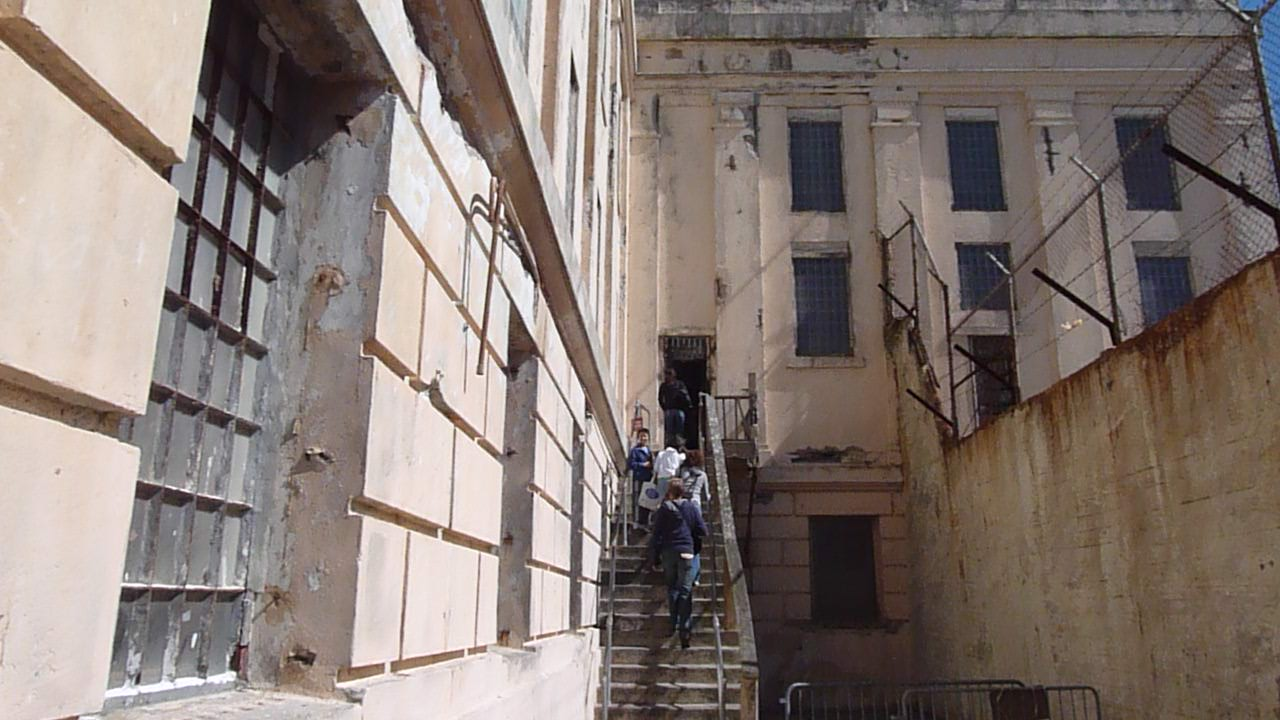
Veduta esterna del blocco D con la sala da pranzo e la cucina sulla sinistra

Il blocco D divenne famoso ad Alcatraz come il "blocco del trattamento", ovvero luogo di punizione per i peggiori detenuti della struttura; qui trovavano posto diverse punizioni di cui la più nota era l'isolamento. Solitamente, i prigionieri trascorrevano dai 3 ai 19 giorni in isolamento, salvo casi particolari. I prigionieri che qui si trovavano, ricevevano e consumavano il pranzo in cella e a loro non era permesso di lavorare, mentre potevano lavarsi solo due volte a settimana. Dopo un tentativo di fuga nel 1939 nel quale Arthur "Doc" Barker rimase ucciso, la direzione della prigione rafforzò la sicurezza del blocco D. L'"ornitologo di Alcatraz" rimase nella cella 42 del blocco D in isolamento per sei anni.

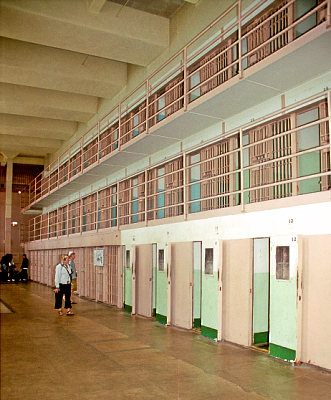
Il blocco D

Le peggiori celle del blocco D erano considerate quelle alla fine del blocco stesso, le celle dalla 9 alla 14, note come "The Hole" (il buco). Le celle erano prive di luce e più fredde del resto della prigione e qui i prigionieri venivano regolarmente spogliati, colpiti, torturati, spesso lasciati alla fame e costretti a dormire sul pavimento con solo la biancheria intima addosso. A loro volta le guardie commettevano degli abusi sui prigionieri, spesso gettando loro in faccia urina o cibo avanzato. I prigionieri detenuti nel "The Hole" avevano diritto ad una sola doccia a settimana di dieci minuti e un'ora di esercizi nell'area di ricreazione a settimana. Le cinque celle del "The Hole" disponevano solo di un lavandino e di una toilette e la peggiore di esse era chiamata "The Oriental" o "Strip Cell", in quanto era l'ultima cella del blocco e nemmeno disponeva di sanitari e dove spesso i prigionieri venivano confinati completamente nudi per almeno due giorni. Le guardie controllavano la pulizia della toilette nella cella. Dopo aver completato il proprio periodo punitivo a "The Hole", il prigioniero poteva tornare alla sua cella ma veniva contraddistinto da un segnale rosso sulla giacca per i primi trenta giorni. Per i successivi trenta giorni veniva poi posto sotto osservazione e solo successivamente veniva completamente restaurato a tutti i privilegi degli altri prigionieri.
(Henri Young testimoniava la propria esperienza al "The Hole" di Alcatraz durante il suo processo nel 1941.)

### Cena

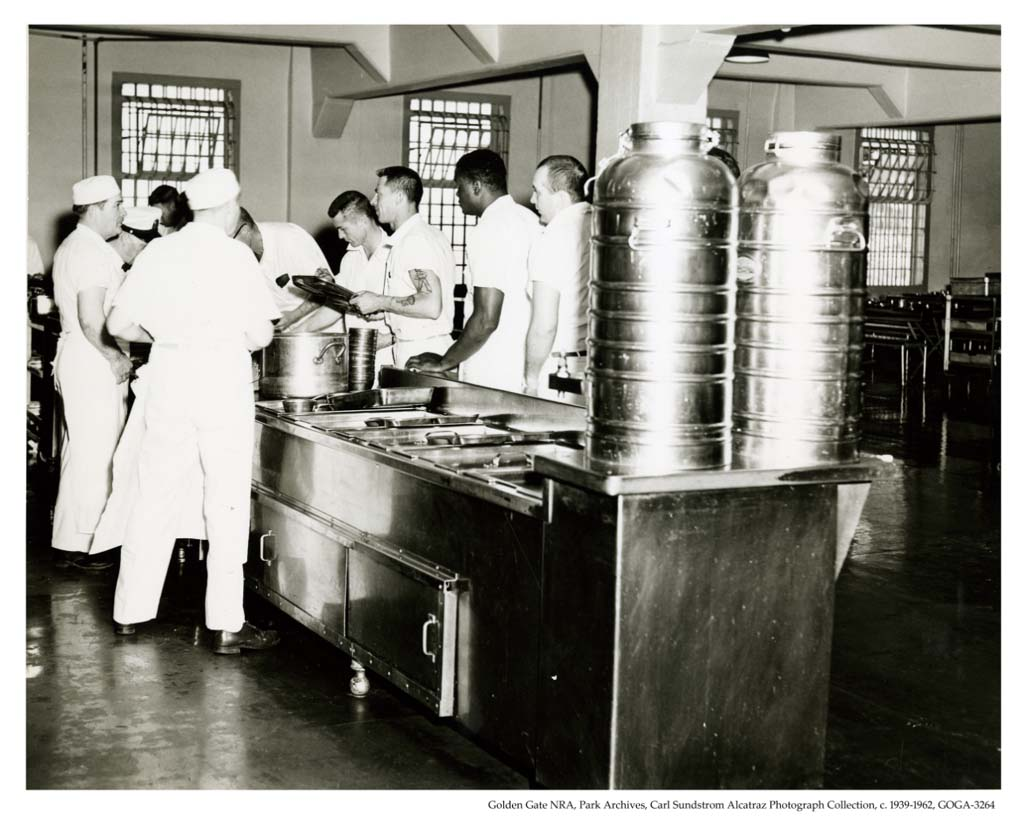
Prigionieri nella sala da pranzo della prigione

La sala da pranzo di Alcatraz, spesso chiamata Mess Hall, era una grande sala dove i prigionieri e lo staff consumavano i loro pasti. Essa era un'ala allungata nella parte ovest del blocco centrale di celle di Alcatraz, situata al centro dell'isola. Era collegata al blocco da un corridoio noto col nome di "Times Square", dal momento che esso presentava un grande orologio appeso a un muro. Quest'ala includeva la sala da pranzo e la cucina dietro ad essa. Al secondo piano vi era l'ospedale e l'auditorium, dove ogni weekend venivano trasmessi anche dei film.
Il protocollo della sala da pranzo era preciso, con segnali diversi a seconda di quale blocco dovesse recarsi al pranzo e quando questo potesse incominciare a mangiare. I prigionieri venivano svegliati alle 6:30 e inviati a fare colazione per le 6:55. Ancora oggi nella sala si trova un menù datato 21 marzo 1963: esso comprendeva fiocchi di cereali assortiti, grano stufato, un uovo sbattuto, latte, frutta essiccata, toast, pane e burro. Il pranzo era servito nella sala alle 11:20, seguito da 30 minuti di riposo nelle celle, prima di fare ritorno al lavoro sino alle 16:15. La cena era servita alle 16:25 e i prigionieri si portavano quindi alle loro celle per la notte. Ai prigionieri era concesso di mangiare quanto volessero ma nel tempo di 20 minuti e senza lasciare sporcizia; ogni avanzo veniva riportato e poteva comportare la rimozione di alcuni privilegi.
Ciascun tavolo da pranzo aveva delle panchine per sei uomini, anche se successivamente questi vennero sostituiti da tavoli più piccoli e da panchine da quattro. L'intera popolazione della prigione, incluse le guardie e gli ufficiali, pranzavano e cenavano insieme, per un totale di 250 persone. Il cibo servito ad Alcatraz era definito come il migliore servito nel sistema carcerario statunitense.

### La ricreazione

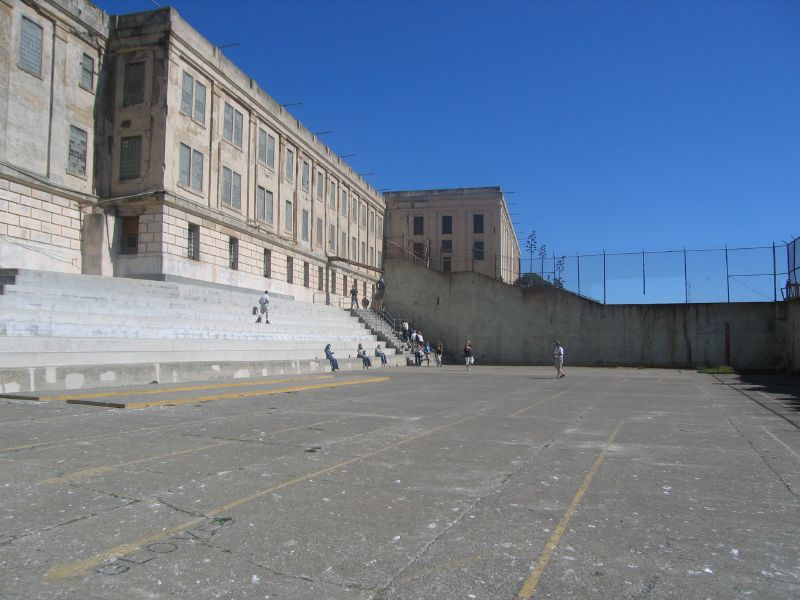
Il Recreation Yard

Il Recreation Yard era un cortile utilizzato dai detenuti della prigione dal 1934 al 1963 per i momenti all'aperto. Era collocato dalla parte opposta della sala da pranzo a sud del blocco D, circondato da un'alta rete protettiva. La torretta di guardia n.3 si trovava alla fine del medesimo cortile. Presso il cortile si trovava una gun gallery, montata su uno dei muri esterni della sala da pranzo.
Nel 1936, venne pavimentato per la prima volta il cortile. Esso fu parte di uno dei più violenti tentativi di fuga da Alcatraz nel maggio del 1946 quando un gruppo di detenuti riuscì a portarvisi, uccidendo due guardie, facendo degli ostaggi e utilizzandoli per raggiungere il porto.
Ai detenuti era permesso di uscire in cortile il sabato e la domenica e durante le feste per un massimo di cinque ore. I prigionieri che lavoravano sette giorni su sette in cucina potevano godere di periodi di pausa più lunghi. Ai prigionieri che si comportassero male era proibito l'accesso al cortile. Ai prigionieri di Alcatraz era permesso di giocare a baseball, softball e altri sport oltre a giochi da tavolo come gli scacchi. Per le ridotte dimensioni del cortile, alla fine di esso si trovava il campo da baseball. Ai prigionieri erano forniti guanti, mazza e palle da baseball, ma nessuna uniforme. Nel 1938, vennero registrate quattro squadre interne alla prigione: i Bees, gli Oaks, gli Oilers e i Seals che costituivano la Minor League e quattro squadre nella Major League che erano i Cardinals, i Cubs, i Giants e i Tigers. Molti dei prigionieri sfruttavano il momento di uscita in cortile per conversare dato che quella era l'unica occasione settimanale in cui tale attività poteva essere svolta senza problemi.

## Altre strutture

### La casa del direttore

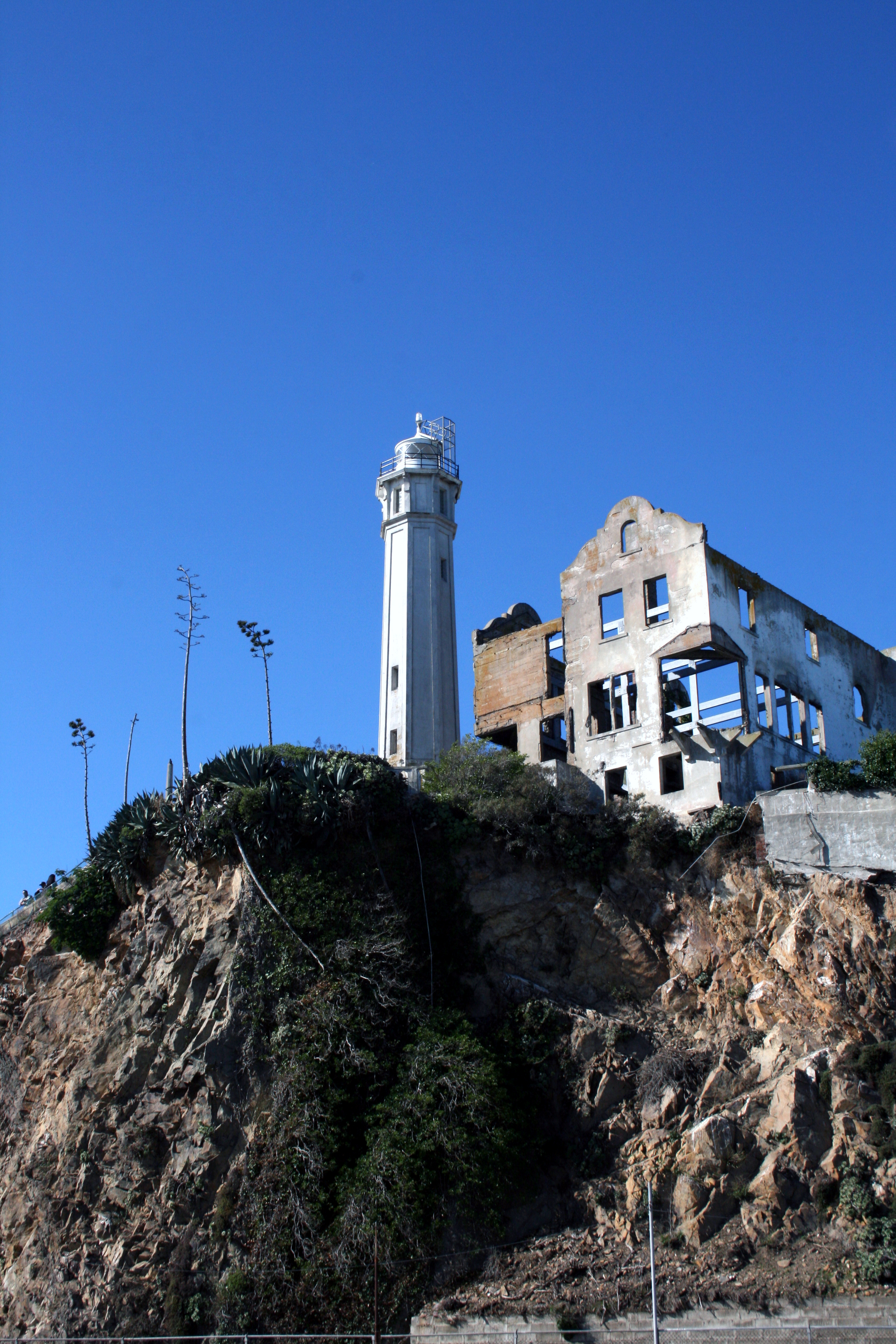
La Warden's House e il faro marittimo

La casa del direttore (Warden's House) era posta al limitare nordest del blocco di celle, vicino al faro dell'isola. La casa, di tre piani e disponeva di 15 stanze, venne costruita nel 1921, anche se alcune altre fonti indicano che venne costruita nel 1926 o nel 1929 e che disponeva di 17-18 stanze.
Tra il 1934 e il 1963, i quattro direttori della prigione di Alcatraz risiedettero qui, incluso il primo direttore, James A. Johnston. La casa era considerata di lusso se comparata al contesto del resto della prigione e qui spesso i direttori tenevano delle feste coi loro ospiti. La casa disponeva di alte finestre che davano sulla Baia di San Francisco. Attualmente la casa è un rudere dopo che è stata incendiata dai nativi americani a seguito dell'occupazione di Alcatraz il 1 giugno 1970.

### L'edificio 64
L'edificio 64 fu il primo edificio residenziale costruito sull'isola di Alcatraz con l'intento di accomodarvi il personale di servizio e le loro famiglie. Collocato nei pressi del porto nel lato sudest dell'isola, appena sotto la casa del direttore, il blocco venne costruito nel 1905 sul sito di una precedente caserma dell'esercito costruita negli anni '60 dell'Ottocento. Esso funse da caserma dal 1906 al 1933 per poi essere destinato ad abitazione. Uno degli appartamenti più grandi si trovava nel lato sudovest ed era conosciuto come "Cow Palace".

### LaSocial Hall

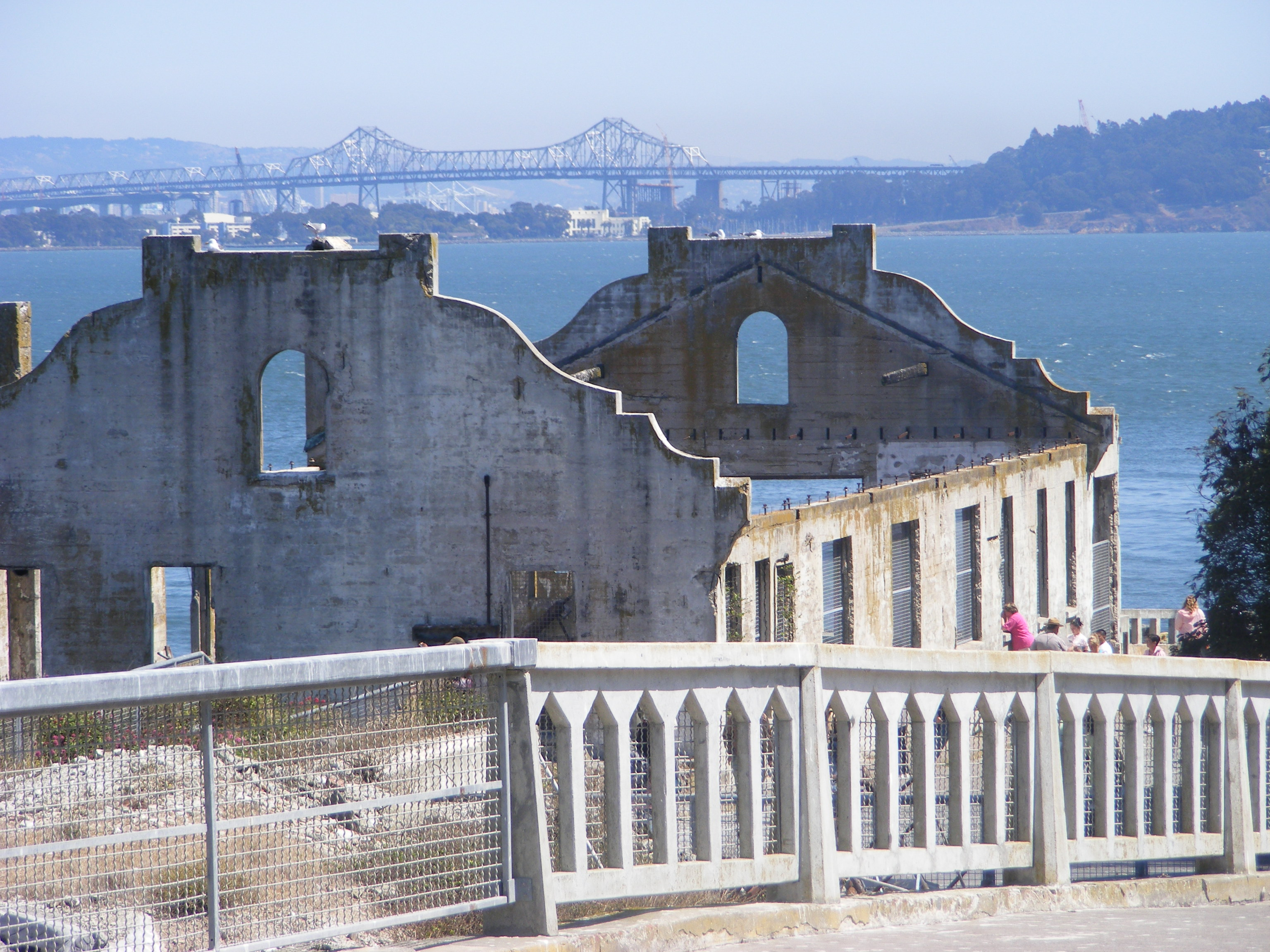
Le rovine della Social Hall di Alcatraz

La Social Hall, nota anche col nome di Officers' Club, era un club sociale collocato nella parte nordoccidentale dell'isola. Posta presso la centrale elettrica, l'acquedotto e la Former Military Chapel (Bachelor Quarters), il club era un luogo di ritrovo sociale per i lavoratori del penitenziario e le loro famiglie, in particolare la domenica dopo il lavoro e dopo la chiusura delle celle. Venne bruciata dai nativi americani durante l'occupazione di Alcatraz del 1970, lasciandone solo le mura perimetrali.
Il club disponeva di un piccolo bar, di una biblioteca, di una grande sala da pranzo, di una sala da ballo, di un tavolo da biliardo, di un tavolo da ping-pong. Regolarmente qui trovavano posto delle cene ufficiali, delle partite di bingo e dagli anni '40 in poi vi vennero proiettati dei film ogni domenica mattina. Il club era responsabile dell'organizzazione di diversi eventi sull'isola e della raccolta fondi necessaria.

### La centrale elettrica
La centrale elettrica era collocata nella costa nordoccidentale dell'isola di Alcatraz. Venne costruita nel 1939 al costo di 186.000 dollari come parte di uno schema di modernizzazione di 1.100.000 di dollari che includeva anche la realizzazione dell'acquedotto, del New Industries Building, dei quartieri degli ufficiali e la ristrutturazione del blocco D. Il costante fumo bianco che usciva dalla ciminiera della centrale e la presenza del faro, si dice che ricordassero "l'aspetto di una nave".
Dal 1939 al 1963, la centrale rifornì di energia elettrica l'intero penitenziario e le altre strutture sull'isola. La centrale disponeva di una torretta di guardia con un armamento fenomenale: "un fucile Winchester calibro 30 con 50 scatole di munizioni, una pistola M1911 semiautomatica con tre casse di munizioni, tre granate a gas e una maschera antigas".

### L'acquedotto

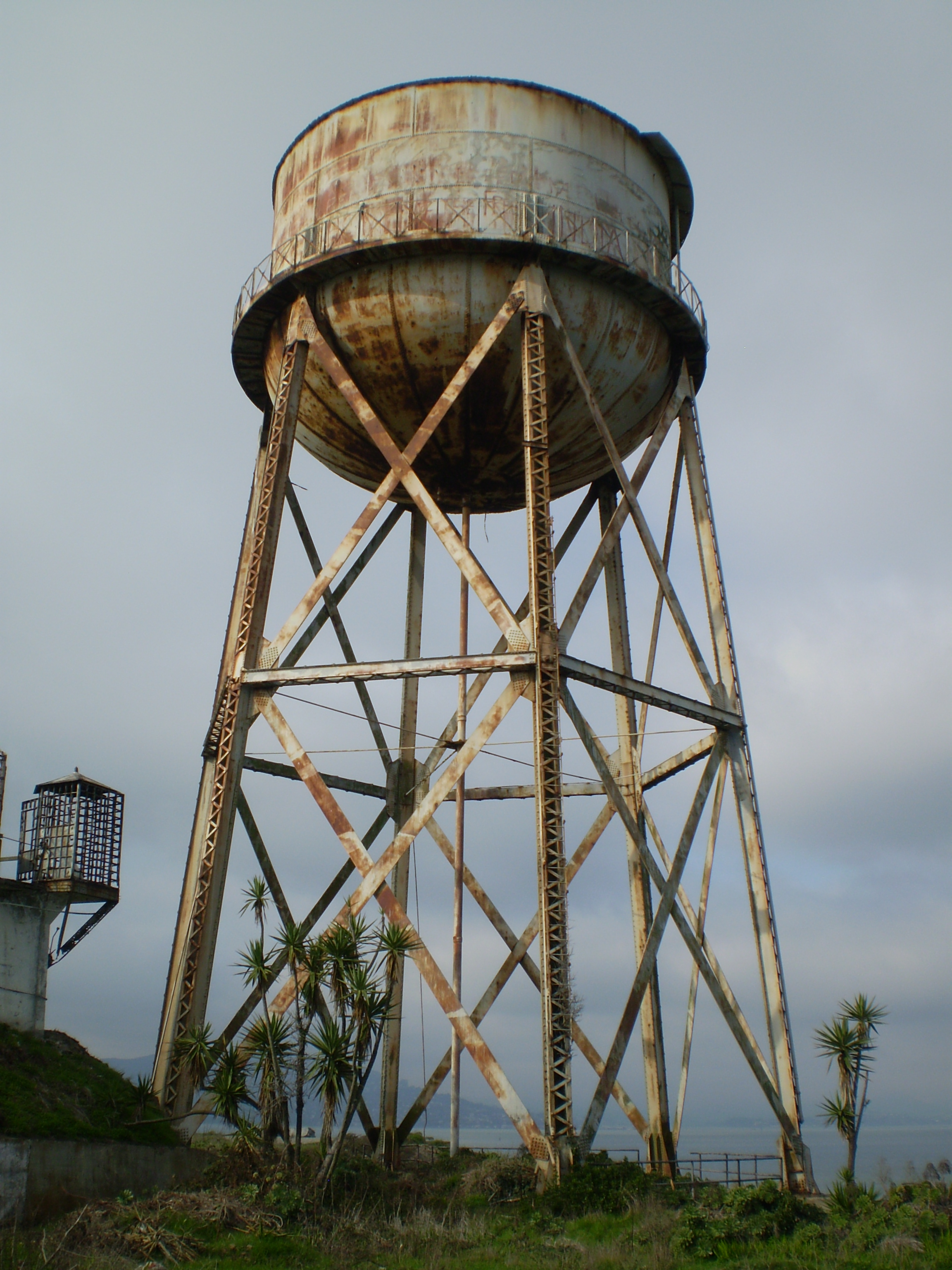
L'acquedotto di Alcatraz nel 2008, visibilmente arrugginito.

L'acquedotto del complesso era collocato nella parte nordovest dell'isola, presso la torretta di guardia n.3, dietro l'obitorio e il Recreation Yard. La riserva d'acqua era sostenuta da sei pilastri di sostegno.
Dal momento che l'isola di Alcatraz non aveva fonti d'acqua proprie, essa doveva essere importata dall'entroterra tramite dei tubi interrati. Durante gli anni in cui l'isola era usata per scopi militari, esistevano delle cisterne interrate e delle altre sospese sopra il tetto della cittadella. La torre dell'acquedotto venne costruita nel 1940–41, dopo che l'isola ricevette dei fondi governativi per i restauri, garantendosi un migliore approvvigionamento idrico.
Essa è ancora oggi la struttura più alta dell'intera isola con un'altezza di 29 metri totali e una capacità di 950.000 litri d'acqua fresca. L'acqua era utilizzata non solo per bere e per le docce, ma anche per spegnere gli incendi e per la lavanderia del penitenziario.

### Model Industries Building

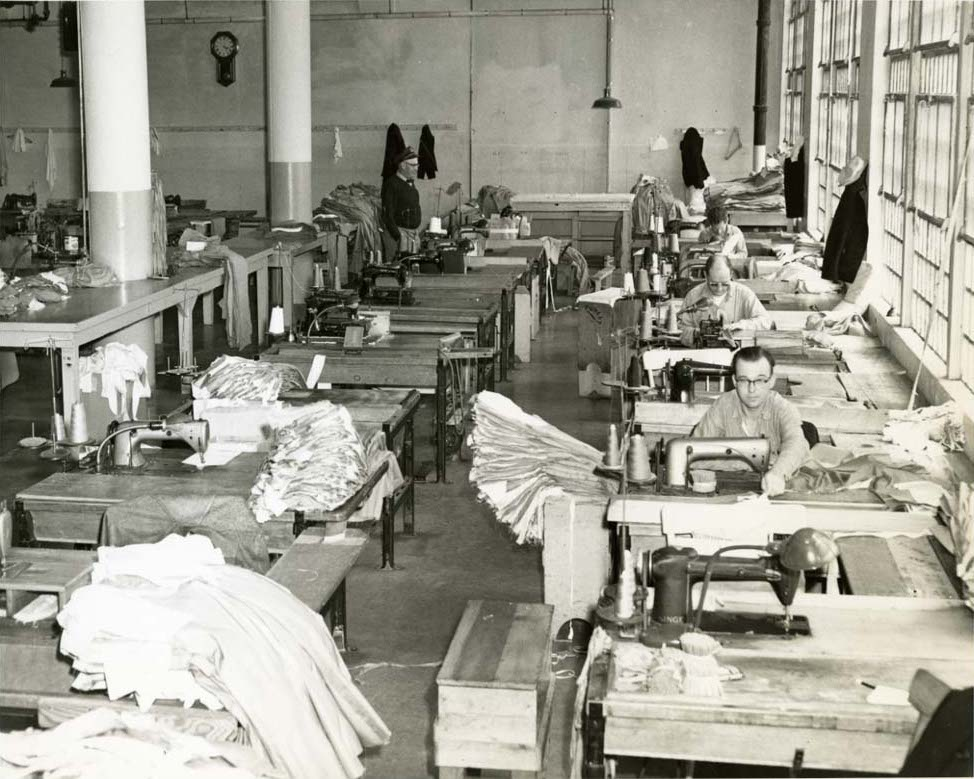
Detenuti al lavoro

Il Model Industries Building era un edificio di tre/quattro piani posto al lato nordovest dell'isola di Alcatraz. Questa struttura venne originariamente costruita dall'esercito statunitense come reparto lavanderia sino a quando non venne costruito il New Industries Building come parte del programma di rinnovamento della prigione di Alcatraz nel 1939. Qui i prigionieri avevano la possibilità di lavorare.
Il 10 gennaio 1935, l'intera struttura si spostò di quasi 80 cm a causa di una tempesta che causò una frana. Il direttore della prigione dell'epoca, James A. Johnston, propose di destinare 6500 dollari per il rinforzo della struttura. Le riparazioni vennero completate alla fine del 1935. Una torre di guardia venne aggiunta sul tetto della struttura nel giugno del 1936 e la struttura venne resa ulteriormente sicura con delle sbarre alle finestre e griglie sulle aree di ventilazione per evitare che i prigionieri potessero fuggire dal tetto. Nel 1939 cessò di essere usata come lavanderia. Attualmente la struttura appare pesantemente rovinata da decenni di esposizione alla salsedine.

### New Industries Building

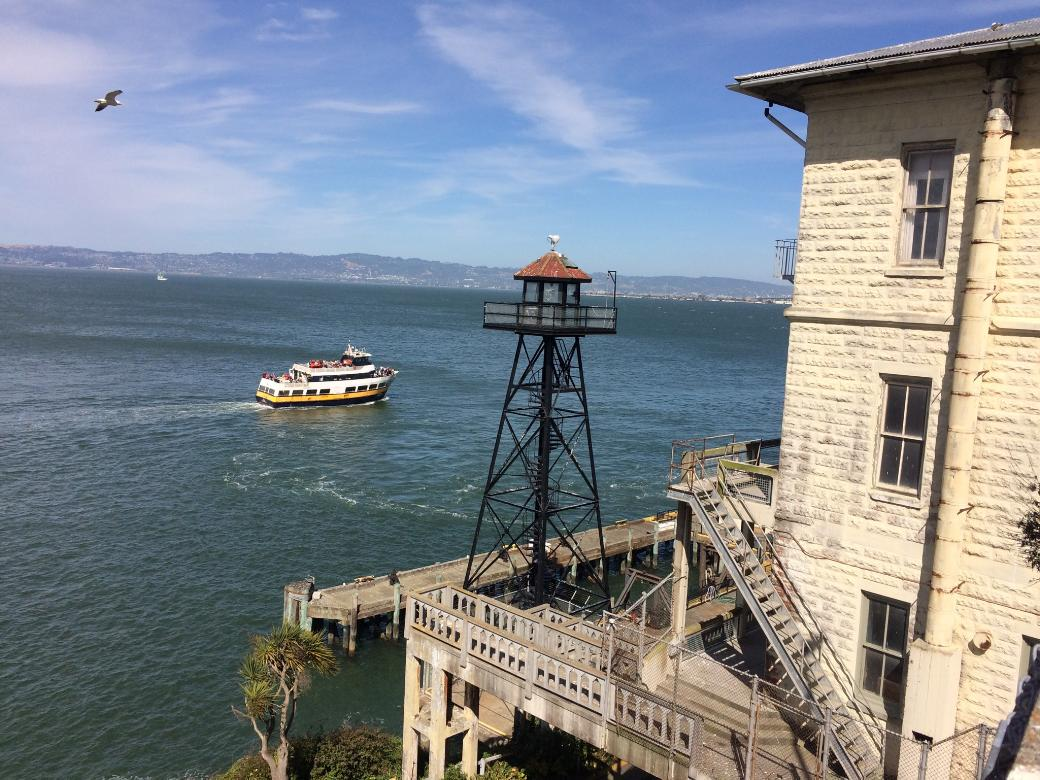
Una nave nei pressi della torre di guardia dell'isola di Alcatraz (giugno 2016).

Il New Industries Building venne costruito nel 1939 col costo di 186.000 dollari come parte del contributo di 1.100.000 dollari destinati al rinnovamento del carcere.
La struttura era lunga 96 metri e conteneva una fabbrica di vestiti, un impianto di pulizia, una fabbrica di spazzole e un ufficio dove i prigionieri potevano lavorare per guadagnarsi del denaro. Il ricavato veniva posto su un conto chiamato Prisoner's Trust Fund che veniva loro consegnato al momento di lasciare Alcatraz. Qui i detenuti realizzavano guanti, oggettistica e uniformi per l'esercito. Il locale lavanderia occupava l'intero primo piano ed essa era la più grande di tutta San Francisco dell'epoca.

## Alcuni tra i più famosi detenuti
| Immagine | Nome                                                | Numero/Periodo | Note |
| -------- | --------------------------------------------------- | -------------- | --- |
|          | Arthur R. Barker ("Doc")                            | #268 1935–39   | Arthur Barker (4 giugno 1899 – 13 gennaio 1939) era figlio di Ma Barker e membro della sua banda assieme ad Alvin Karpis. Nel 1935, Barker venne spedito ad Alcatraz per cospirazione e rapimento. La notte del 13 gennaio 1939, Barker con Henri Young e Rufus McCain tentarono la fuga da Alcatraz. Barker venne freddato da un colpo di fucile delle guardie. |
|          | Alphonse "Al" Gabriel Capone ("Scarface")           | #85 1934–39    | Quando Al Capone (17 gennaio 1899 – 25 gennaio 1947) giunse ad Alcatraz nel 1934, gli ufficiali della prigione gli dissero da subito che non avrebbe ricevuto alcun trattamento preferenziale. Mentre era stato incarcerato ad Atlanta, Capone, maestro manipolatore, aveva continuato a gestire i propri traffici anche da dietro le sbarre. Capone ad ogni modo diede ancor più rilevanza alla sua figura ad Alcatraz, pur trascorrendovi solo quattro anni e mezzo in tutto prima di sviluppare una forma di sifilide terziaria ed essere trasferito al carcere di Terminal Island a Los Angeles nel 1938. Cercò di guadagnarsi la fiducia del direttore Johnston, ma non vi riuscì, scontrandosi spesso con altri prigionieri, compreso uno che gli puntò il rasoio alla gola dopo che Capone aveva tentato di saltare la fila dal barbiere. Venne rilasciato di prigione nel novembre del 1939 e visse a Miami sino alla sua morte nel 1947 all'età di 48 anni. |
|          | Meyer Harris Cohen ("Mickey")                       | #1518 1961–63  | Mickey Cohen (4 settembre 1913 – 29 luglio 1976) lavorava per la Mafia statunitense; condannato per evasione fiscale, venne condannato a 15 anni ad Alcatraz. Venne incarcerato brevemente ad Atalanta prima di giungere ad Alcatraz dove rimase sino al 21 marzo 1963. Riportato ad Atlanta, il 14 agosto 1963, il compagno detenuto Burl Estes McDonald picchiò Cohen con un tubo di piombo, paralizzandolo parzialmente. Dopo il suo rilascio nel 1972, Cohen visse una vita appartata e tranquilla. |
|          | Ellsworth Raymond Johnson ("Bumpy")                 | #1117 1954–63  | "Bumpy" Johnson (31 ottobre 1905 – 7 luglio 1968), soprannominato il "Padrino di Harlem", era un gangster afroamericano, ricettatore e contrabbandiere che operava ad Harlem. Venne inviato ad Alcatraz nel 1954 e vi rimase imprigionato sino al 1963. Venne probabilmente coinvolto nel tentativo di fuga del 1962 ideato da Frank Morris, John e Clarence Anglin. |
|          | Alvin Francis Karpavicz ("Creepy Karpis")           | #325 1936–62   | Alvin Karpis (10 agosto 1907 – 26 agosto 1979) era un canadese di origini lituane. Venne soprannominato "Creepy" per il suo sorriso sinistro ma soprannominato "Ray" dai membri della sua banda. Era uno dei tre leaders del gruppo di Ma Baker operante negli anni '30. Fu l'unico "Nemico pubblico n.1" ad essere portato qui personalmente da J. Edgar Hoover, mentre gli altri tre nella storia (John Dillinger, Pretty Boy Floyd e Baby Face Nelson) vennero tutti uccisi prima della loro cattura. Egli fu inoltre il detenuto che ad Alcatraz trascorse più tempo della sua vita, in tutto 26 anni. Karpis era stato accusato di dieci omicidi e sei rapimenti, oltre che di rapina a mano armata in una banca. Venne deportato in Canada nel 1971 e morì in Spagna nel 1979. |
|          | George Kelly Barnes ("Machine Gun Kelly")           | #117 1934–51   | "Machine Gun Kelly" (18 luglio 1895 – 18 luglio 1954) giunse ad Alcatraz il 4 settembre 1934. Alla prigione, Kelly si vantava costantemente di molte rapine e omicidi da lui mai commessi. Malgrado ciò, il direttore Johnson lo considerava un detenuto modello. Fu particolarmente amico del detenuto Harvey Bailey. Kelly tornò al penitenziario di Leavenworth nel 1951. |
|          | Rafael Cancel Miranda                               | #1163 1954–60  | Nel luglio del 1954, Rafael Cancel Miranda (n. 1930) venne inviato ad Alcatraz, dove trascorse sei anni della sua vita. Ad Acatraz fu un prigioniero modello, lavorando nella fabbrica di spazzole e prestando servizio come chierichetto durante la messa settimanale. I suoi amici più intimi furono i portoricani Emerito Vasquez e Hiram Crespo-Crespo, coi quali poteva parlare spagnolo. Era solito giocare a scacchi con "Bumpy" Johnson. Fu anche amico di Morton Sobell, col quale sviluppò un profondo legame. La sua famiglia diverse volte si portò a San Francisco per fargli visita, ma non gli venne permesso di vedere mai i suoi figli. Con la moglie, ad ogni modo, non gli veniva permesso di parlare in spagnolo e i due erano obbligati ad esprimersi in inglese. Venne trasferito nel penitenziario di Leavenworth nel 1960. |
|          | Robert Franklin Stroud (l'"ornitologo di Alcatraz") | #594 1942–59   | Robert Stroud, meglio noto col soprannome di "ornitologo di Alcatraz" (28 gennaio 1890 – 21 novembre 1963), venne trasferito ad Alcatraz nel 1942. Ancora giovane venne coinvolto in un omicidio e dopo aver trascorso qualche anno ai penitenziari di McNeil Island e di Leavenworth, qui uccise una guardia, Andrew Turner, e venne quindi trasferito ad Alcatraz, con un allungamento della pena detentiva. Ornitologo amatoriale, scrisse dei libri e ancora oggi il suo Digest on the Diseases of Birds è considerato un classico dell'ornitologia. Confinato nel blocco D per gran parte della sua detenzione ad Alcatraz, in isolamento, dopo un periodo in ospedale venne trasferito al centro medico di Springfield nel Missouri per le sue condizioni di salute. Malgrado il suo interesse per gli uccelli, non gli venne mai permesso di tenerne nella sua cella. Morì nel 1963.                                                                          |

## Leggende
I nativi che occuparono la prigione, parlarono in seguito della presenza di spiriti maligni, relativi però al periodo precedente alla creazione del carcere. Mark Twain che visitò il carcere, trovò l'atmosfera dell'isola tetra e la descrisse così: "fredda come l'inverno, anche nei mesi estivi." La presenza di spiriti e di esperti del mondo del paranormale in loco è stata oggetto di diverse trasmissioni televisive.